# 11. Dezember
Der 11. Dezember ist der 345. Tag des gregorianischen Kalenders (der 346. in Schaltjahren), somit bleiben 20 Tage bis zum Jahresende.

## Ereignisse

### Politik und Weltgeschehen
- 0220: Mit der Abdankung des letzten Han-Kaisers Xian zugunsten von Cao Pi beginnt in China die Zeit der Drei Reiche.

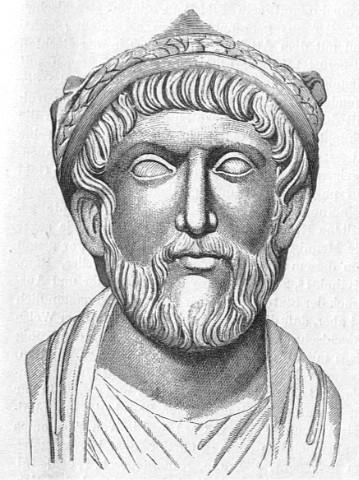
361: Kaiser Julian

- 0361: Nach dem Begräbnis seines am 3. November verstorbenen Vorgängers und Gegners Constantius II. beginnt Kaiser Julian mit dem Versuch der Rücknahme der konstantinischen Wende und der Abkehr vom Christentum.
- 0969: In Konstantinopel wird der byzantinische Kaiser Nikephoros II. von seinem Neffen Johannes Tzimiskes in einem Komplott mit der Kaiserin Theophanu in seinem Schlafzimmer getötet.
- 1282: In der Schlacht von Orewin Bridge bezwingen die Engländer unter König Edward I. die Waliser. Ihr Anführer Llywelyn ap Gruffydd kommt in den Kämpfen ums Leben. Wales gerät unter englische Herrschaft.

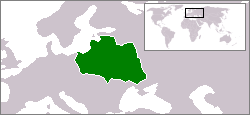
Die Rzeczpospolita um 1618

- 1618: Im Frieden von Deulino verabreden Polen-Litauen und Moskowien einen Waffenstillstand von 14,5 Jahren Dauer. Die Rzeczpospolita erreicht ihre größte Ausdehnung nach Osten, doch Russland gelingt es, seine Unabhängigkeit zu bewahren.
- 1659: Das Herzogtum Kurland gibt seine überseeische Besitzung Neukurland, das heutige Tobago, nach vorausgegangener Zerstörung und Einnahme durch die Holländer auf.
- 1718: Der schwedische König Karl XII. wird bei der Belagerung der Festung Fredriksten im norwegischen Fredrikshald durch einen Schuss getötet, ob von einer Kugel aus feindlichen oder den eigenen Reihen, ist ungeklärt. Seine Schwester Ulrika Eleonore übernimmt die Regierung und wird später als Königin bestätigt.
- 1785: Kaiser Joseph II. erlässt das Freimaurerpatent. Es entsteht dadurch eine Großloge in Österreich, der jene anderer Kronländer unterstehen. Die Logenanzahl wird begrenzt, die Freimaurerei streng staatlich überwacht.
- 1792: Im Paris der Französischen Revolution beginnt der Prozess gegen den „Bürger Louis Capet“, den ehemaligen König Ludwig XVI., vor dem Nationalkonvent.
- 1806: Im Frieden von Posen mit Napoleon Bonaparte schließt sich Sachsen dem Rheinbund an, kommt es zu Gebietsarrondierungen, wird Kurfürst Friedrich August III. der Königstitel gewährt und fällt ihm später das Herzogtum Warschau zu.
- 1813: Das napoleonische Frankreich und Spanien schließen mit dem Vertrag von Valençay Frieden im Spanischen Unabhängigkeitskrieg und vereinbaren die Rückkehr von Ferdinand VII auf den spanischen Thron.

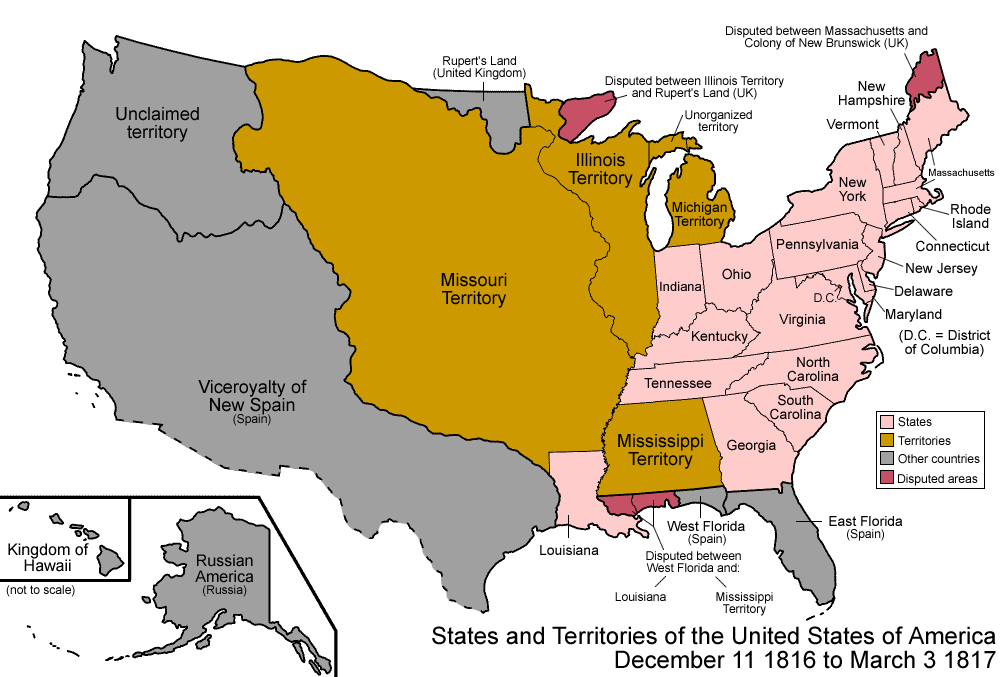
1816: Die Vereinigten Staaten nach der Aufnahme Indianas

- 1816: Das Indiana-Territorium wird unter dem Namen Indiana als 19. Bundesstaat in die Vereinigten Staaten aufgenommen. Erster Gouverneur des neuen Staates wird Jonathan Jennings, der die Wahl gegen den bisherigen Territorialgouverneur Thomas Posey gewonnen hat.
- 1845: Auf Grund zweier Freischarenzüge zum Sturz der Regierung in Luzern schließen sich die sieben katholischen Kantone zu einem Sonderbund zusammen. Das führt zu einer Polarisierung innerhalb der Schweiz und zwei Jahre später zum Sonderbundskrieg.

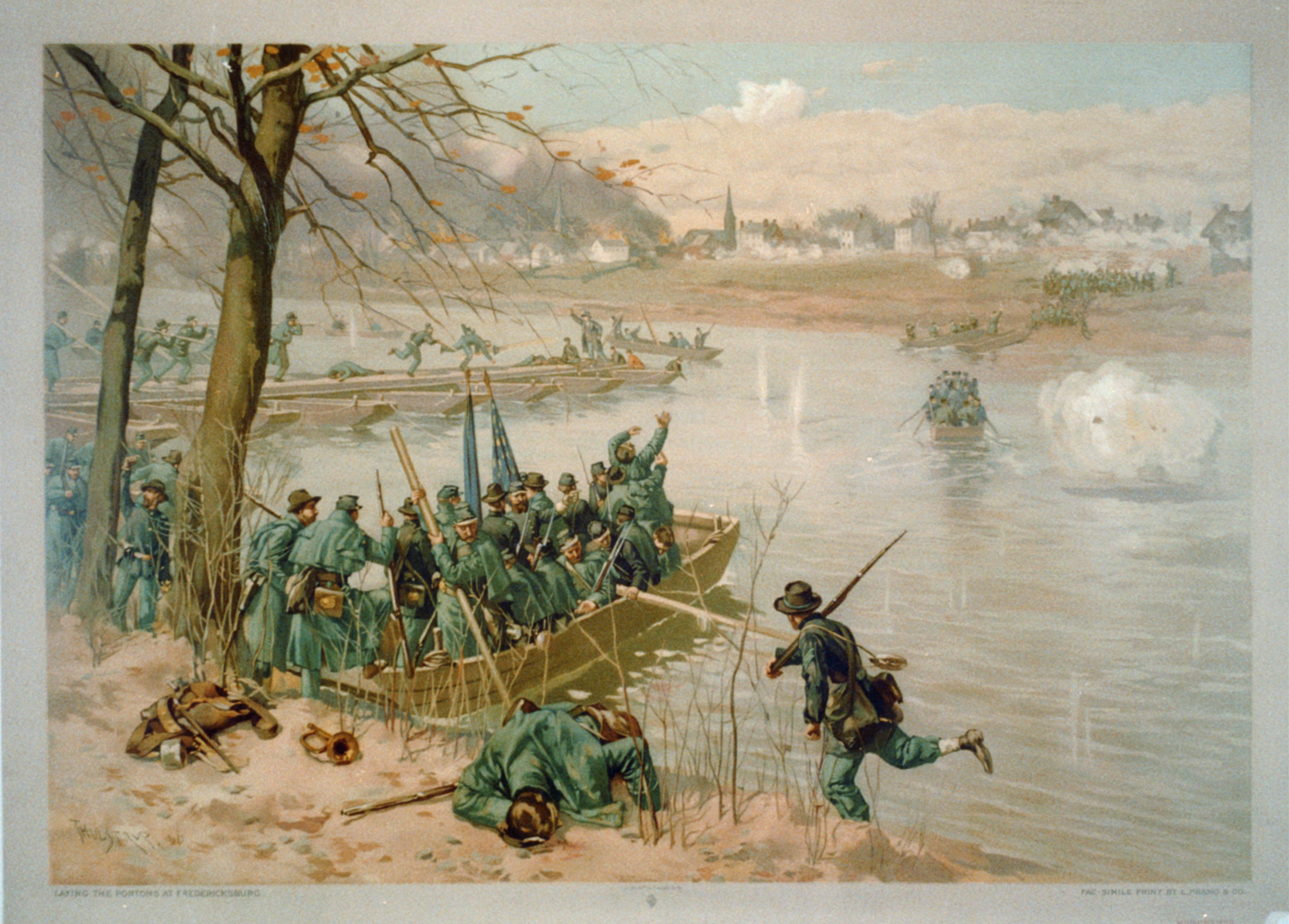
1862: Schlacht von Fredericksburg (Pontonbrückenbau)

- 1862: Die Schlacht von Fredericksburg im Sezessionskrieg beginnt. Sie dauert bis zum 15. Dezember.
- 1868: Die Petersburger Erklärung wird auf Initiative des russischen Zaren Alexander II. von 20 Staaten unterzeichnet. Sie verbietet den Gebrauch kleiner Sprenggranaten im Krieg.
- 1893: Die französische Nationalversammlung erlässt als Reaktion auf anarchistische Attentate das erste der Lois scélérates genannten Gesetze. Es verbietet die Unterstützung krimineller Handlungen.
- 1899: In der Schlacht von Magersfontein erleiden die Briten bereits die zweite Niederlage im Zweiten Burenkrieg.
- 1900: Reichskanzler Bernhard von Bülow verfügt, dass Offiziere des Deutschen Heeres ohne Genehmigung des Kanzlers keine literarischen Arbeiten mehr veröffentlichen dürfen.
- 1904: Papst Pius X. schafft die Exklusive ab und droht Kardinälen, die sie in einem künftigen Konklave als Vertreter einer Regierung auszusprechen, mit kanonischen Strafen.
- 1906: In Bulgarien wird ein Gesetz über Beschränkung der Auswanderung nach Amerika und gegen Ansiedlung russischer Juden erlassen.
- 1931: Das britische Parlament erlässt das Statut von Westminster, nach dem die Dominions des British Commonwealth of Nations gesetzgeberisch unabhängig sind und damit zu Commonwealth Realms werden.

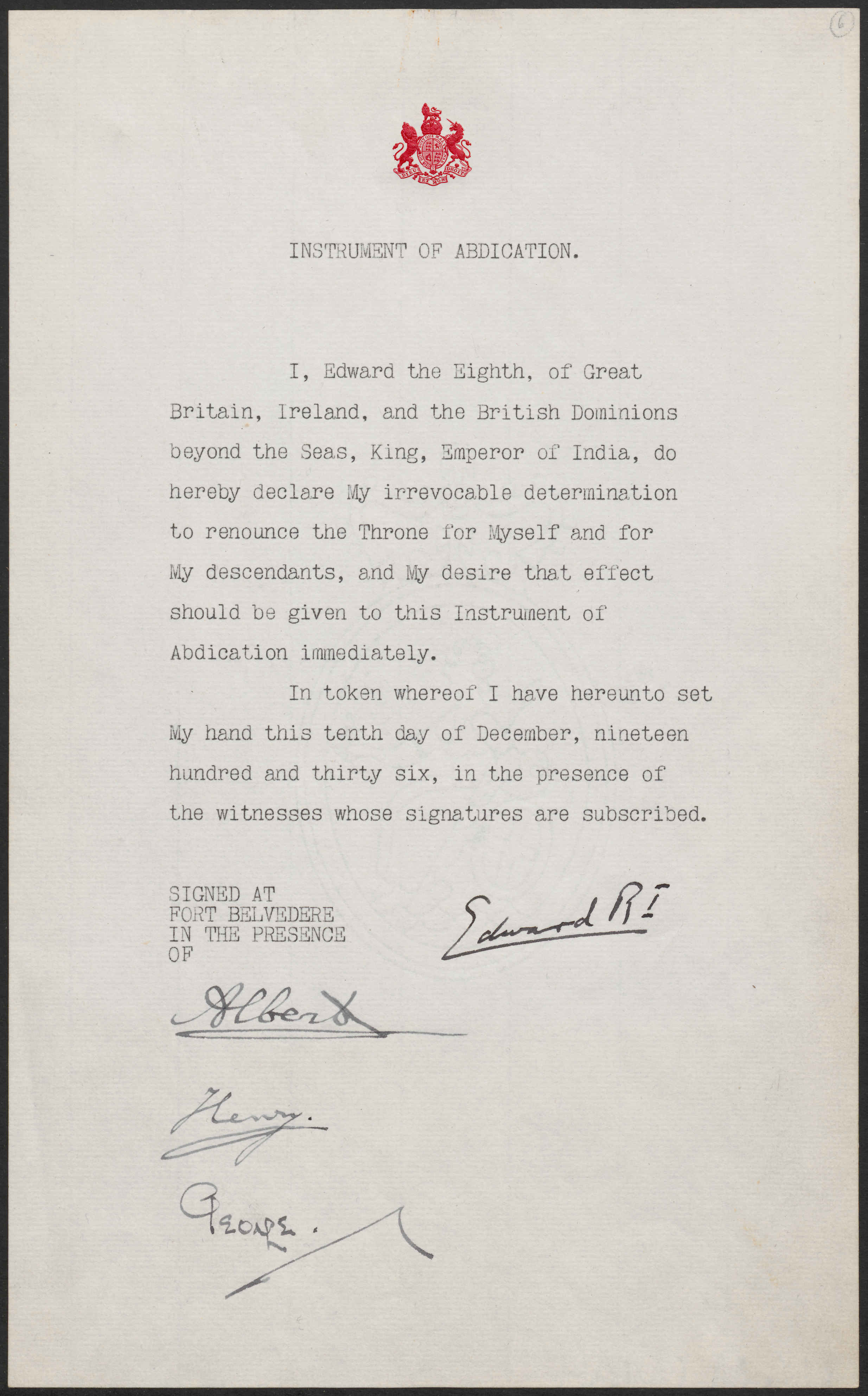
1936: Edwards Abdankungserklärung

- 1936: Mit His Majesty’s Declaration of Abdication Act 1936 erhält die Abdankung Eduards VIII. als britischer Monarch ihre Gültigkeit. Nachfolger Eduards VIII. wird sein jüngerer Bruder Georg VI.
- 1937: Italien tritt trotz der Aufhebung der Sanktionen nach dem Italienisch-Äthiopischen Krieg aus dem Völkerbund aus.
- 1939: In einem Grundsatzurteil erweitert der Oberste Gerichtshof der USA das Verwertungsverbot für rechtswidrig gewonnene Beweise.
- 1941: Deutschland und Italien erklären den USA den Krieg.
- 1946: Das Kinderhilfswerk UNICEF wird als Spezialorganisation der Vereinten Nationen gegründet.
- 1953: Das Europäische Fürsorgeabkommen wird in Paris von den Mitgliedern des Europarates unterzeichnet.
- 1955: Bundesdeutscher Alleinvertretungsanspruch: In einem Interview wird der Öffentlichkeit die Hallstein-Doktrin erläutert.
- 1957: In der DDR wird von nun an das ungenehmigte Verlassen ihres Territoriums als „ungesetzlicher Grenzübertritt“ bestraft.
- 1961: Adolf Eichmann wird im Eichmann-Prozess vom Bezirksgericht Jerusalem wegen Verbrechen gegen die Menschlichkeit schuldig gesprochen. Das Strafmaß wird am 15. Dezember verkündet.
- 1973: Ostpolitik: Der Vertrag über die gegenseitigen Beziehungen zwischen der Bundesrepublik Deutschland und der Tschechoslowakischen Sozialistischen Republik wird in Prag von Willy Brandt und Walter Scheel unterzeichnet. Darin wird u. a. das Münchner Abkommen von 1938 für nichtig erklärt, nicht jedoch die Beneš-Dekrete.
- 1981: Erich Honecker empfängt Bundeskanzler Helmut Schmidt anlässlich dessen Staatsbesuchs in der DDR im Schloss Hubertusstock am Werbellinsee.
- 1981: Regierungstruppen (FAES) verüben im Bürgerkrieg in El Salvador das Massaker von El Mozote, bei dem etwa 900 Menschen einer Todesschwadron zum Opfer fallen.
- 1985: Im Taxölderner Forst im Landkreis Schwandorf in der Oberpfalz beginnen die Rodungen für einen Bauplatz der Wiederaufarbeitungsanlage Wackersdorf.
- 1987: Ein Anschlag von ETA auf eine Kaserne der Guardia Civil in Saragossa fordert elf Todesopfer.

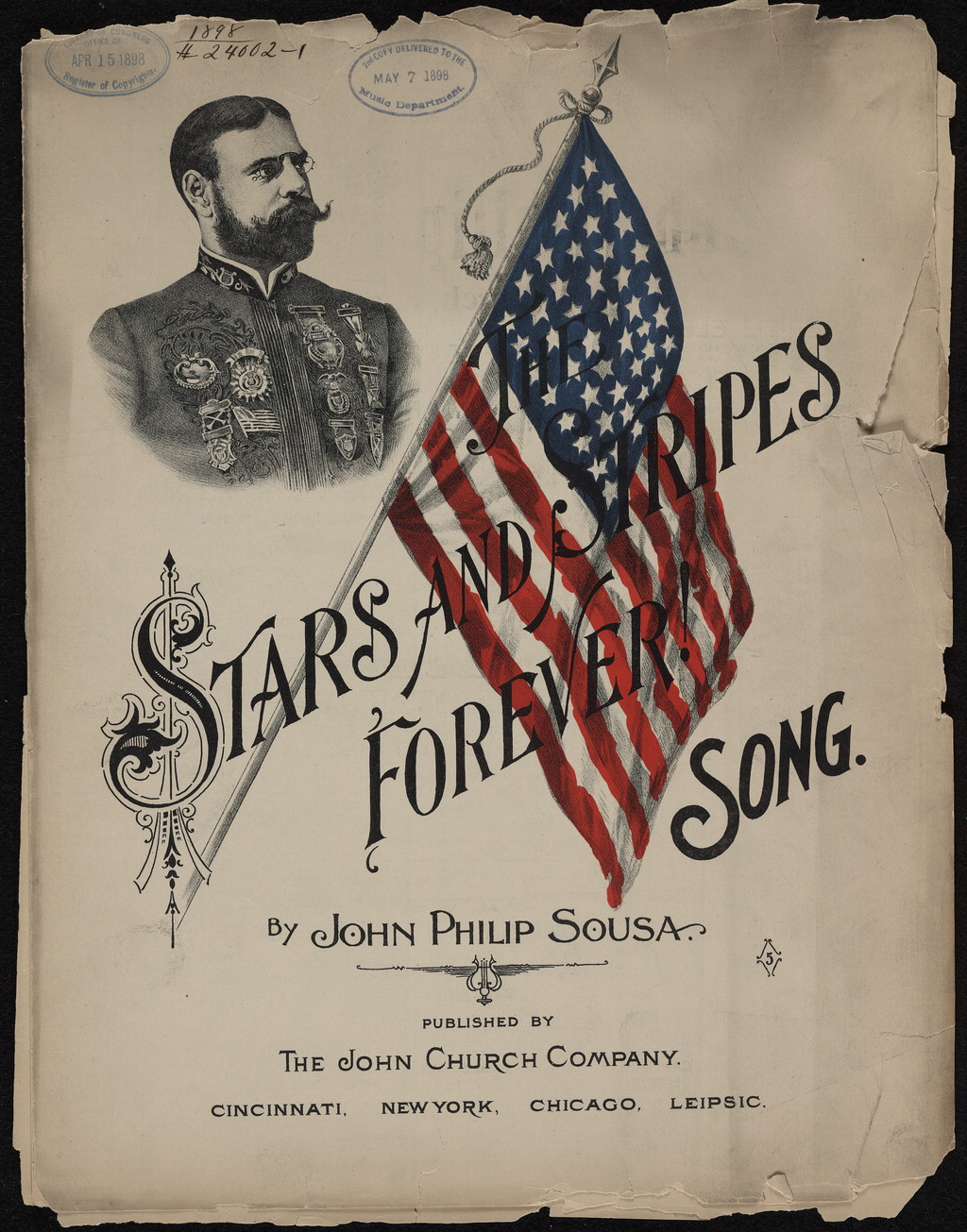
1987: Stars and Stripes Forever (publiziert 1897)

- 1987: John Philip Sousas Komposition Stars and Stripes Forever aus dem Jahr 1896 wird gesetzlich zum offiziellen Nationalmarsch der Vereinigten Staaten.
- 1993: In Chile gewinnt der Christdemokrat Eduardo Frei Ruiz-Tagle die Präsidentschaftswahlen gegen den parteilosen Kandidaten Arturo Alessandri.
- 1994: In Miami, Florida, endet der erste Summit of the Americas: wichtigster Beschluss des Gipfeltreffens ist die Einrichtung der Freihandelszone FTAA.
- 1994: Mit dem Einmarsch russischer Truppen beginnt der Erste Tschetschenienkrieg.
- 1995: Litauen stellt den Antrag auf die Aufnahme in die EU.
- 1997: In Kyōto wird das Kyoto-Protokoll als Zusatzprotokoll zur Ausgestaltung der Klima-Rahmenkonvention (UNFCCC) unterschrieben: Das bis zum Jahr 2012 gültige Abkommen schreibt verbindliche Ziele für die Verringerung des Ausstoßes von Treibhausgasen fest, die als Auslöser der globalen Erwärmung gelten.
- 1998: Helmut Kohl erhält die europäische Ehrenbürgerschaft.
- 1999: Die Türkei stellt ihren Antrag auf den Beitritt zur EU.
- 2004: Nach dem überraschenden Rücktritt von Österreichs Innenminister Ernst Strasser wird Verteidigungsminister Günther Platter von Bundespräsident Heinz Fischer vorübergehend für diese Agenden angelobt.
- 2006: Die vom iranischen Staatspräsidenten Mahmud Ahmadineschad gewünschte Holocaustleugnungskonferenz beginnt. Das zweitägige Treffen in Teheran gibt für Redner, die den Holocaust leugnen oder in Frage stellen sowie das Existenzrecht Israels bezweifeln, eine propagandistische Bühne ab.
- 2006: Der vom mexikanischen Präsidenten Felipe Calderón im Bundesstaat Michoacán angeordnete Militäreinsatz zur Zerschlagung gewalttätiger Drogenkartelle wird zum Auftakt für den Drogenkrieg in Mexiko.

### Wirtschaft

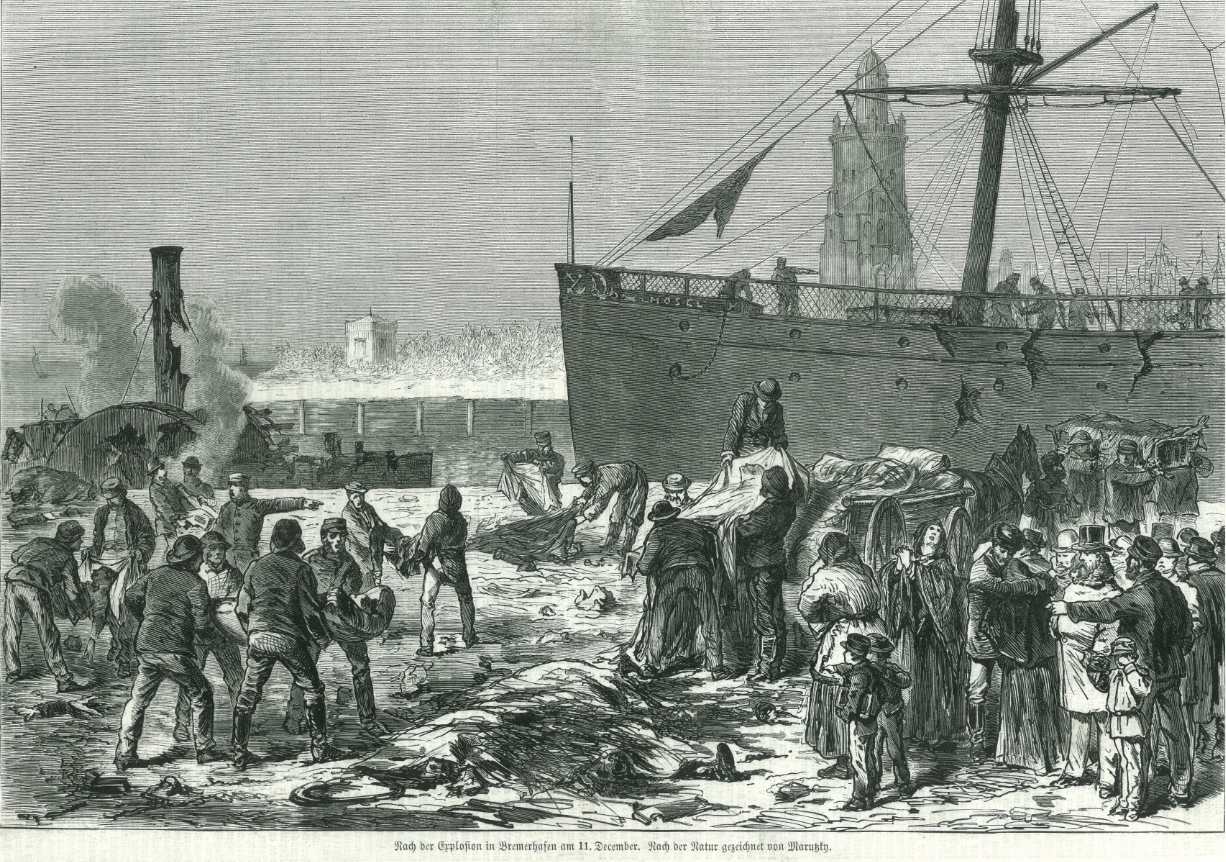
1875: Die Mosel nach dem Bombenanschlag

- 1875: In Bremerhaven ereignet sich mit dem Anschlag auf das Auswandererschiff Mosel der bisher schwerste Mordanschlag in Deutschland. Ein Sprengkörper, Teil eines geplanten Versicherungsbetrugs, explodiert vorzeitig während des Verladevorgangs und reißt 83 Menschen in den Tod, etwa 200 Personen werden verletzt.
- 1967: In Toulouse wird geladenen Gästen der Prototyp des britisch-französischen Gemeinschaftsprojekts Concorde vorgestellt.
- 2008: Die United States Securities and Exchange Commission (SEC) erhebt Anklage vor dem US-Bezirksgericht Manhattan gegen Bernard L. Madoff. Der Finanz- und Börsenmakler ist zahlungsunfähig, nachdem sein nach einem Schneeballsystem betriebener Investmentfonds mit etwa 50 Milliarden US-Dollar Schaden zusammenbricht.

### Wissenschaft und Technik
- 1738: Bei Ausgrabungen in Herculaneum stößt man auf eine Inschrift über das Theater der antiken Stadt und weiß nun, dass weitere Funde im Lavaboden verborgen sein dürften.
- 1789: Die University of North Carolina wird in den Vereinigten Staaten gegründet.
- 1956: Der Landtag von Nordrhein-Westfalen beschließt den Bau eines Atomforschungszentrums, was zur Kernforschungsanlage Jülich führt.
- 1972: Die Crew der Apollo 17, Eugene Cernan und Harrison Schmitt, landet mit der Mondfähre Challenger. Sie sind die vorerst letzten Menschen auf dem Mond.
- 1986: Das US-amerikanische Mehrzweckkampfflugzeug F-15E Strike Eagle, der US Air Force, absolviert seinen Erstflug.
- 1998: Die NASA-Raumsonde Mars Climate Orbiter wird gestartet, welche knapp ein Jahr später, durch einen Navigationsfehler, verloren geht.
- 2008: Die erste stabile Version des Webbrowsers Google Chrome, für Windows, wird weltweit veröffentlicht.
- 2009: Der Erstflug des Airbus A400M, einer militärischen Transportmaschine, findet statt.

### Kultur
- 1830: An der Opéra-Comique in Paris erfolgt die Uraufführung der komischen Oper La langue musicale von Fromental Halévy.
- 1869: In Warschau findet die Uraufführung der Oper Paria von Stanisław Moniuszko statt.
- 1877: In Wien findet die erste Opernsoirée zugunsten des Opernpensionsfonds statt. Aus dieser Veranstaltung entwickelt sich später der Wiener Opernball.
- 1905: Der sächsische König Friedrich August III. erklärt Radeberger Pilsener per Dekret zum Tafelgetränk seiner Majestät.
- 1906: Die Kinderoper Das Christ-Elflein von Hans Pfitzner auf das Libretto von Ilse von Stach hat unter der Leitung von Felix Mottl ihre Uraufführung an der Hofoper in München, nachdem bereits am 23. November eine erste Aufführung der Ouvertüre in Berlin unter Emil Nikolaus von Reznicek erfolgt ist. Die erste Fassung wird ein Misserfolg. Eine zweite, überarbeitete Fassung gelangt genau 11 Jahre später an der Dresdner Hofoper unter der Leitung von Fritz Reiner und mit Grete Merrem-Nikisch in der Titelrolle zur erfolgreichen Uraufführung.
- 1930: Eine Woche nach der deutschen Erstaufführung wird die Vorführung des Filmes Im Westen nichts Neues nach dem gleichnamigen Roman von Erich Maria Remarque nach einer großangelegten Kampagne der Nationalsozialisten von der Obersten Filmprüfstelle unter Ernst Seeger im Deutschen Reich verboten.
- 1959: Das Trauerspiel Oedipus der Tyrann mit Musik von Carl Orff und dem Text von Friedrich Hölderlin nach Sophokles, wird in den Württembergischen Staatstheatern in Stuttgart in der Inszenierung von Günther Rennert und unter dem Dirigenten Ferdinand Leitner und einem Bühnenbild von Caspar Neher uraufgeführt.
- 1960: Das Mysterienspiel Ludus de nato Infante mirificus von Carl Orff wird in den Württembergischen Staatstheatern in Stuttgart uraufgeführt.
- 1963: Der Abenteuerfilm Winnetou in der Regie von Harald Reinl nach Karl May, mit Pierre Brice und Lex Barker in den Hauptrollen, wird in den deutschen Kinos gestartet.

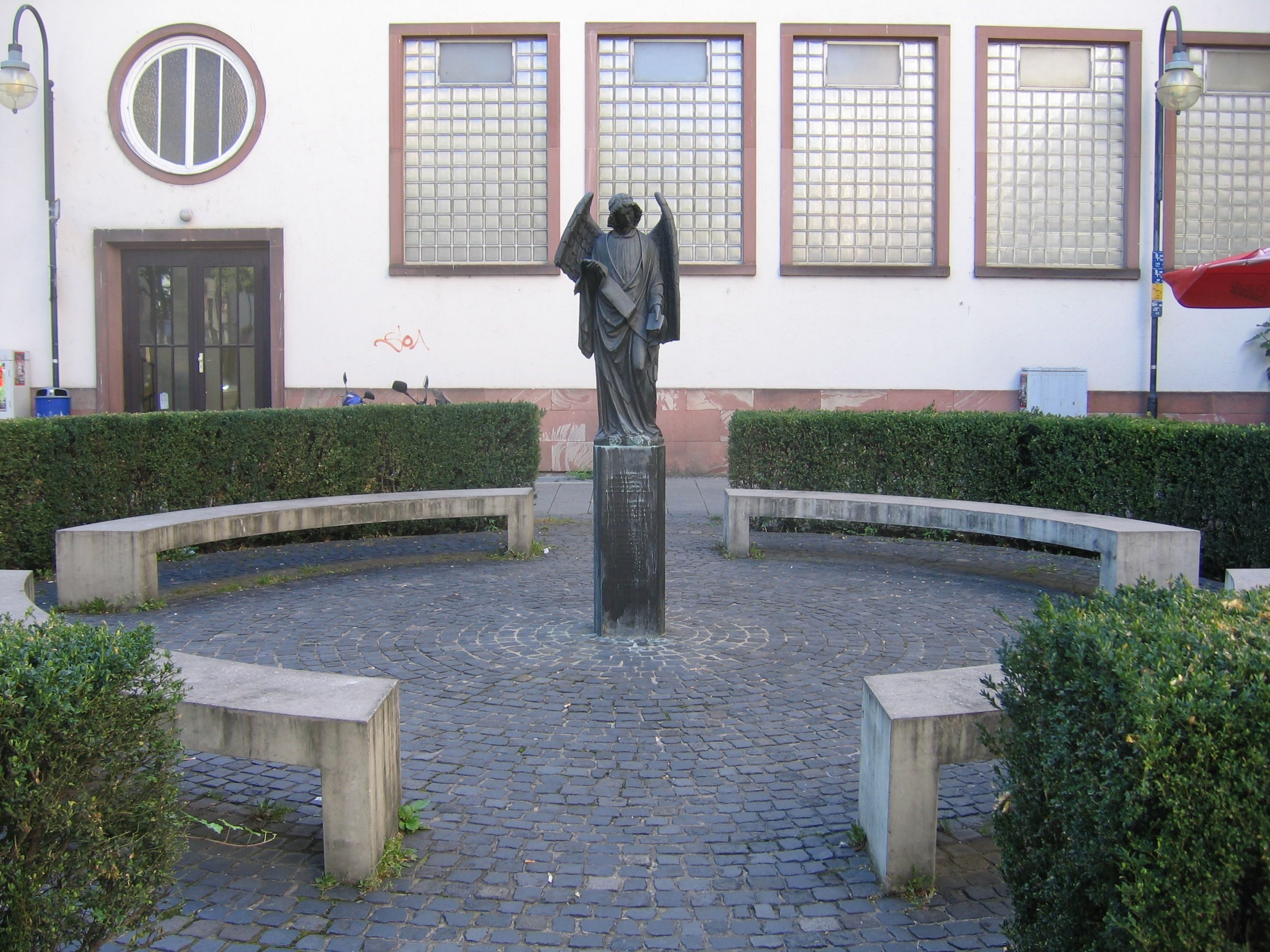
1994: Frankfurter Engel

- 1994: Der Frankfurter Engel, ein an die Verfolgung Homosexueller während der NS-Zeit erinnerndes Mahnmal in Frankfurt am Main, wird der Öffentlichkeit übergeben.
- 2004: In Barcelona wird der deutsch-türkische Filmregisseur Fatih Akın für seinen Film Gegen die Wand mit dem Europäischen Filmpreis ausgezeichnet.
- 2017: Das Königreich Saudi-Arabien erlaubt nach 35 Jahren ab April 2018 wieder öffentliche Kinos.

### Gesellschaft
- 1829: Spaniens König Ferdinand VII. schließt mit Maria-Christina von Bourbon die Ehe. Sie wird seine vierte Gemahlin.

### Religion
- 1925: Mit der Enzyklika Quas primas führt Papst Pius XI. das Christkönigsfest ein.
- 1983: Papst Johannes Paul II. stattet der evangelisch-lutherischen Gemeinde in Rom in der Christuskirche einen Besuch im Rahmen der Ökumene ab. Niemals zuvor hielt sich ein katholisches Kirchenoberhaupt in einer protestantischen Kirche auf.

### Katastrophen
- 1990: 99 Fahrzeuge fahren wegen starken Nebels auf einem Zwischenstück der Route 75 in Tennessee, USA, ineinander. 12 Menschen sterben, 65 werden verletzt. Es ist der größte Verkehrsunfall in der Geschichte der USA.
- 1998: Ein Airbus A310 der Thai Airways stürzt während des Landeanflugs auf Surat Thani in Thailand etwa 3 km vor dem Flughafen ab und explodiert. 101 Menschen sterben, 45 können gerettet werden.

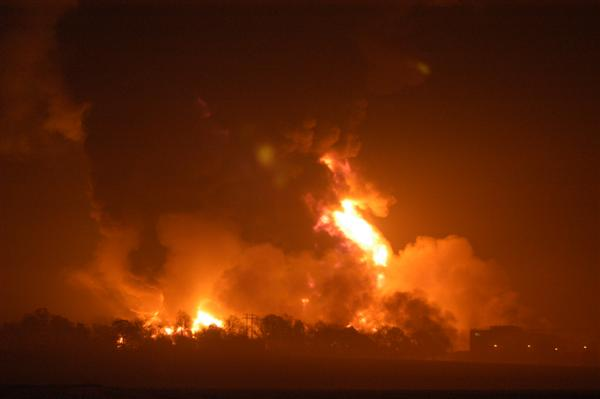
2005: Flammen im Tanklager bei Hemel Hempstead

- 2005: Beim Tanklagerbrand Buncefield in Hemel Hempstead (nahe London) führt die Verwendung von Schaumlöschmittel des Typs AFFF mit Perfluoroctansulfonsäure (PFOS) zu einer langjährigen und großflächigen Verunreinigung des Grundwassers.

Kleinere Unglücksfälle sind in den Unterartikeln von Katastrophe und in der Liste von Katastrophen aufgeführt.

### Sport
- 1886: Die englische Fußballmannschaft Dial Square, später umbenannt in FC Arsenal, absolviert ihr erstes Spiel. Die Eastern Wanderers werden mit 6:0 besiegt.
- 1908: Der Schwedische Skiverband wird ins Leben gerufen.
- 1981: Der 39-jährige Muhammad Ali absolviert den letzten Boxkampf seiner Karriere. Im Drama auf den Bahamas verliert der von Krankheit bereits Gezeichnete klar nach Punkten gegen Trevor Berbick.

Einträge von Leichtathletik-Weltrekorden befinden sich unter der jeweiligen Disziplin unter Leichtathletik.

## Geboren

### Vor dem 17. Jahrhundert
- 1445: Eberhard I., Herzog von Württemberg und Teck
- 1465: Ashikaga Yoshihisa, japanischer Shogun
- 1475: Leo X., Papst
- 1529: Fulvio Orsini, italienischer Späthumanist, Altertumsforscher („Antiquar“) und Bibliothekar
- 1567: Philipp Christoph von Sötern, Bischof von Speyer, Erzbischof und Kurfürst von Trier
- 1567: Takeda Nobukatsu, japanischer Samurai
- 1570: Esther Imbert, französische Mätresse
- 1592: David Cunz, Bürgermeister von St. Gallen
- 1595: Kaspar Ebel, deutscher Pädagoge, Logiker und Metaphysiker
- 1599: Pieter Codde, niederländischer Maler

### 17. und 18. Jahrhundert
- 1621: Philipp Matthäus, deutscher Mediziner
- 1629: Johann Helfrich Dexbach, deutscher Rechtswissenschaftler
- 1652: Andreas Wolff, deutscher Maler
- 1693: Johann Wolfgang Textor, deutscher Reichs-, Stadt- und Gerichtschultheiß
- 1694: Johan III. de Witt, niederländischer Patrizier, Präsident der Rechenkammer der österreichischen Niederlande
- 1709: Louise Élisabeth de Bourbon-Orléans, Königin von Spanien

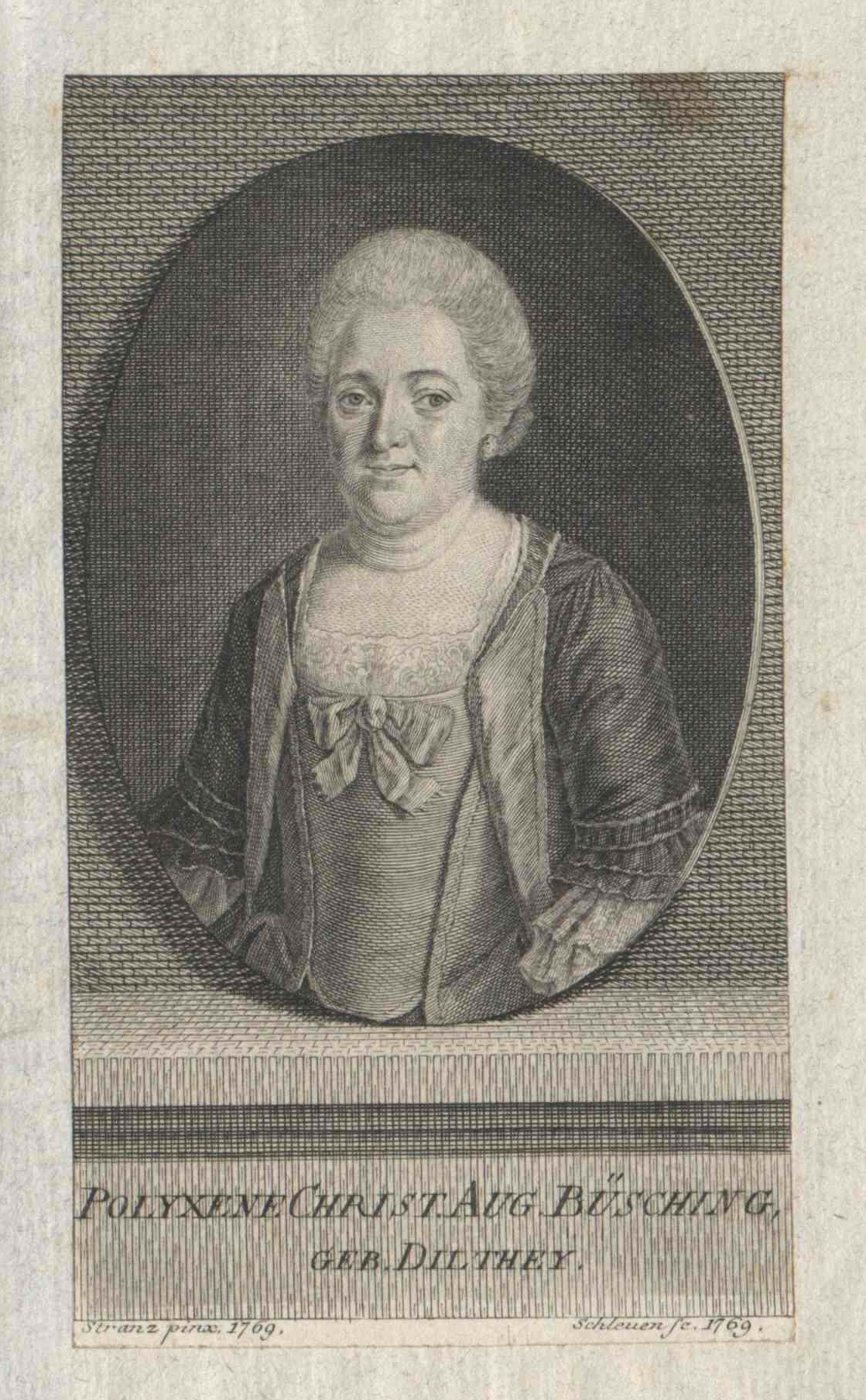
Christiana Büsching (* 1728)

- 1712: Francesco Algarotti, italienischer Schriftsteller, Kunstkritiker und Kunsthändler
- 1713: Christoph Heinrich von Ammon, preußischer Jurist und Diplomat
- 1715: Johann Valentin Tischbein, Maler in Laubach, Maastricht, Den Haag, Hildburghausen
- 1721: Wolfgang Thomas Rau, deutscher Mediziner
- 1724: Louis-Joseph de Montmorency-Laval, Kardinal und Bischof von Metz
- 1725: George Mason, US-amerikanischer Politiker und Großgrundbesitzer, „Vater der Bill of Rights“
- 1728: Christiana Büsching, deutsche Lyrikerin
- 1733: Leopoldine von Sternberg, Fürstin von und zu Liechtenstein

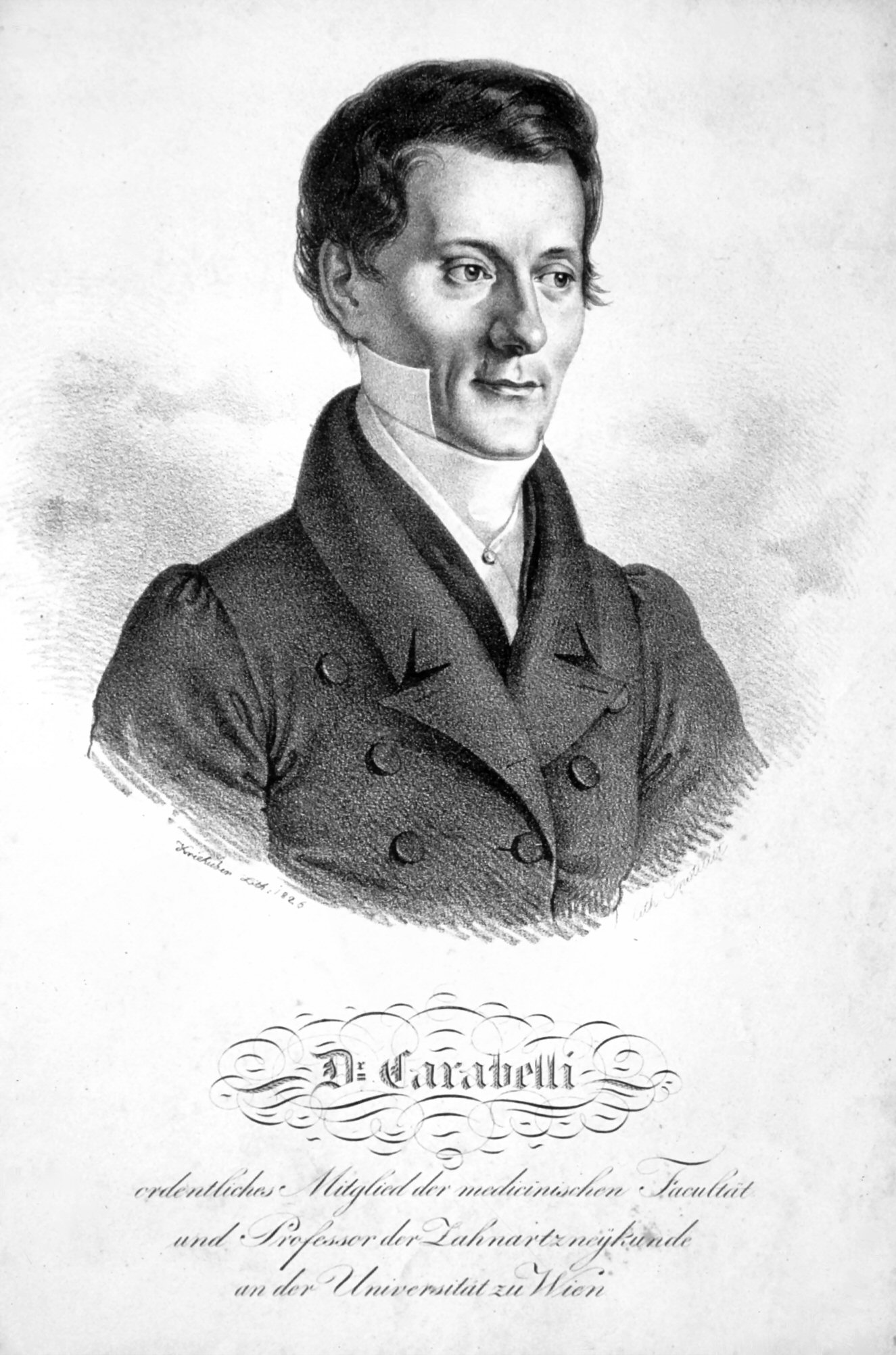
Georg Carabelli (* 1787)

- 1737: Georg Andreas Weise, deutscher lutherischer Theologe
- 1750: Isaac Shelby, US-amerikanischer Offizier und Politiker, erster Gouverneur Kentuckys
- 1751: Christian Konrad Wilhelm von Dohm, preußischer Diplomat und aufklärerischer Schriftsteller
- 1753: Jean-Isaac-Samuel Cellérier, Schweizer evangelischer Geistlicher
- 1757: Charles Wesley junior, englischer Organist und Komponist
- 1758: Carl Friedrich Zelter, deutscher Musiker
- 1770: Johann Theobald Held, tschechischer Arzt und Komponist
- 1770: Samuel Marot, deutscher Theologe
- 1772: Immanuel Christian Leberecht von Ampach, deutscher Numismatiker, Kunstsammler und Mäzen
- 1772: Hans Georg von Carlowitz, sächsischer Minister
- 1775: Tommaso Rima, Schweizer Militärarzt
- 1781: David Brewster, britischer Physiker, Erfinder des Kaleidoskops
- 1783: Max von Schenkendorf, deutscher Schriftsteller
- 1787: Georg Carabelli, ungarisch-österreichischer Zahnarzt
- 1795: Friedrich Schlemm, deutscher Arzt und Anatom

### 19. Jahrhundert

#### 1801 bis 1850
- 1801: Christian Dietrich Grabbe, deutscher Dramatiker
- 1802: Alphonse Bourquin, Schweizer Aufständischer

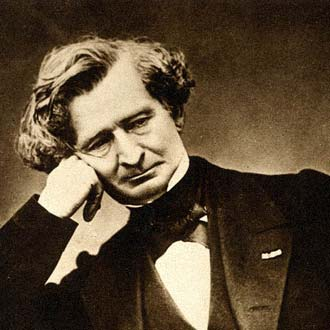
Hector Berlioz (* 1803)

- 1803: Hector Berlioz, französischer Komponist
- 1804: William Pitt Adams, britischer Diplomat
- 1806: Hermann von Abich, deutscher Mineraloge, Geologe und Forschungsreisender
- 1806: Heinrich Aemilius August Danz, deutscher Rechtsgelehrter
- 1806ː Johanna Goldschmidt, deutsche Frauenrechtlerin, Schriftstellerin und Philanthropin
- 1807: Christian Ludwig Landbeck, deutsch-chilenischer Ornithologe
- 1809: Clemens de Lassaulx, deutscher Forstbeamter („Vater des Eifelwaldes“)
- 1810: Alfred de Musset, französischer Schriftsteller
- 1816: Anton Sommer, deutscher Dialektdichter
- 1822: Karl Heinrich von Weizsäcker, deutscher Theologe
- 1826: August Ritter, deutscher Professor für Mechanik und Astrophysiker

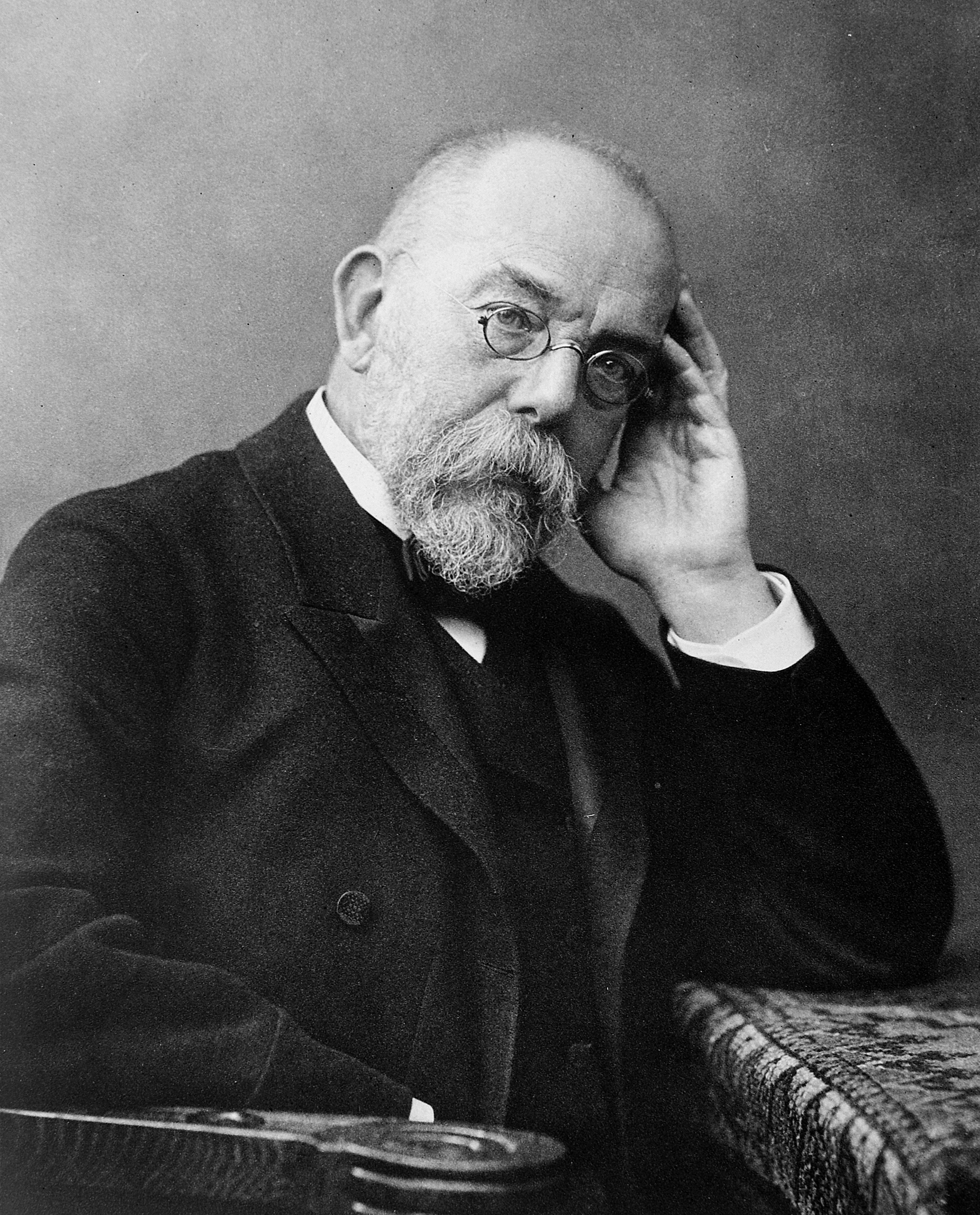
Robert Koch (* 1843)

- 1826: Charlotte Vahldiek, deutsche Malerin
- 1827: Adam Miłaszewski, polnischer Theaterleiter, Regisseur und Schauspieler
- 1827: Karl Schenkl, österreichischer Altphilologe
- 1828: Anna de Perrot, schweizerische Aktivistin der Frauenbewegung
- 1830: Kamehameha V., hawaiischer König
- 1834: Eduarda Mansilla, argentinische Schriftstellerin, Journalistin und Komponistin
- 1835ː Marie Deetz, deutsche Opernsängerin (Mezzosopran) und Theaterschauspielerin
- 1835: Adolf Stoecker, deutscher Theologe und Politiker, MdL, MdR
- 1838: Emil Rathenau, deutscher Maschinenbauingenieur und Unternehmer

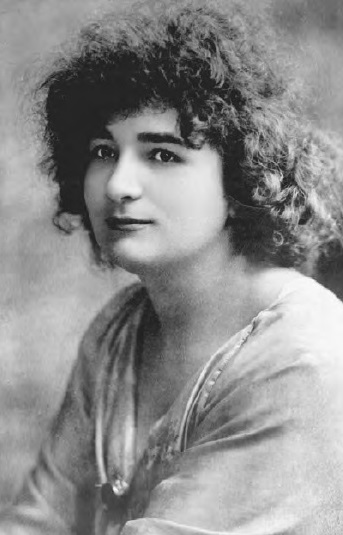
Ellen Key (* 1849)

- 1838: Whitney Eugene Thayer, US-amerikanischer Organist und Komponist
- 1840: Carl Johannes Thomae, deutscher Mathematiker
- 1841: Carl Spindler, deutscher Unternehmer
- 1842: William Christie Gosse, britisch-australischer Naturforscher und Entdecker
- 1843: Robert Koch, deutscher Arzt und Mikrobiologe, Nobelpreisträger
- 1848: Hermann Suchier, deutscher Romanist
- 1849: Ellen Key, schwedische Frauenrechtlerin, Reformpädagogin und Schriftstellerin

#### 1851 bis 1900
- 1851: Ferdinand Krackowizer, österreichischer Arzt, Heimatforscher und Bürgermeister von Gmunden
- 1853: Walter von Boetticher, deutscher Historiker, Genealoge und Arzt
- 1853: Anton von Perfall, deutscher Jagdschriftsteller
- 1853: Jacob Wackernagel, Schweizer Altphilologe und Indogermanist
- 1855: Ernesto Elorduy, mexikanischer Komponist und Pianist
- 1856: Georgi Walentinowitsch Plechanow, russischer Politiker und Philosoph
- 1857: Rodolfo Amoedo, brasilianischer Maler
- 1857: Chaim Eitingon, Leipziger Rauchwarenhändler und Stifter
- 1862: John H. Arnold, US-amerikanischer Politiker

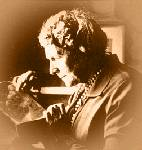
Annie Jump Cannon (* 1863)

- 1863: Annie Jump Cannon, US-amerikanische Astronomin
- 1863: Bruno Möhring, deutscher Architekt
- 1864: Maurice Leblanc, französischer Kriminal-Schriftsteller
- 1865: Édouard LeBel, kanadischer Sänger
- 1867: Heinrich Bulle, deutscher Archäologe
- 1867: Antonio Conte, italienischer Fechter
- 1868: Ernst Henrik Ellberg, schwedischer Komponist
- 1873: Josip Plemelj, slowenischer Mathematiker
- 1874: Paul Wegener, deutscher Schauspieler und Regisseur
- 1875: Carl Jörns, deutscher Automobilrennfahrer
- 1876ː Ada Comstock, Amerikanische Hochschullehrerin und Hochschulpräsidentin
- 1876: Léon Huybrechts, belgischer Regattasegler
- 1876: Mieczysław Karłowicz, polnischer Komponist
- 1880: Julius Bab, deutscher Schriftsteller
- 1881: Elise Aulinger, deutsche Volksschauspielerin
- 1882: Thea Arnold, deutsche Politikerin, MdB

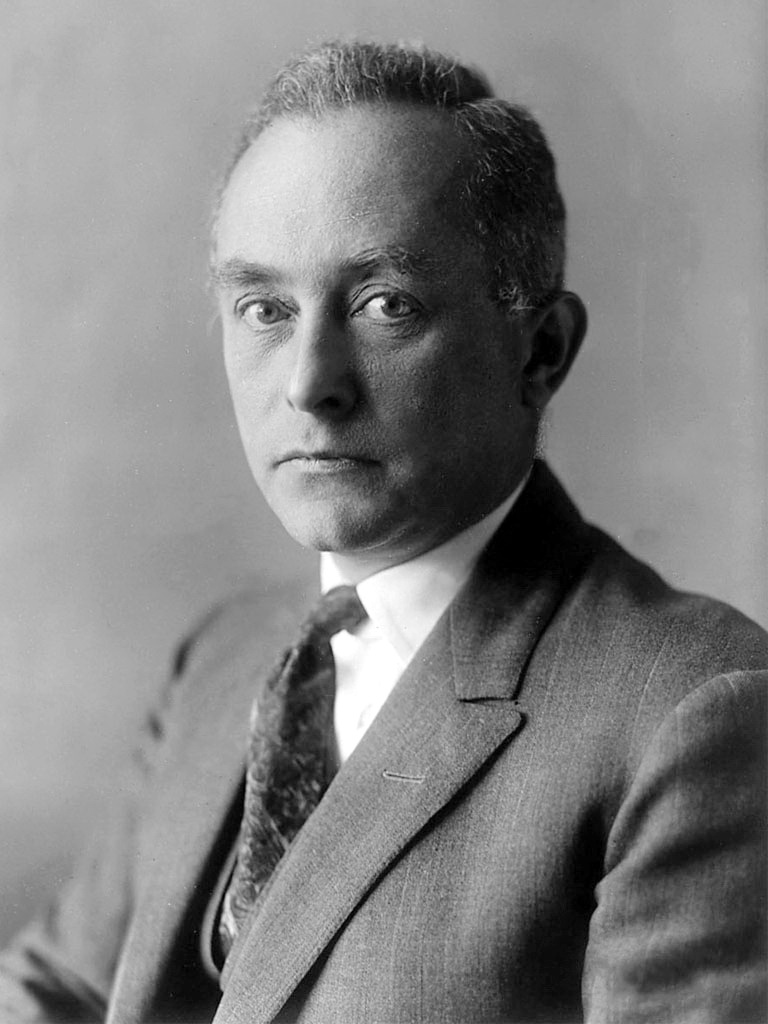
Max Born (* 1882)

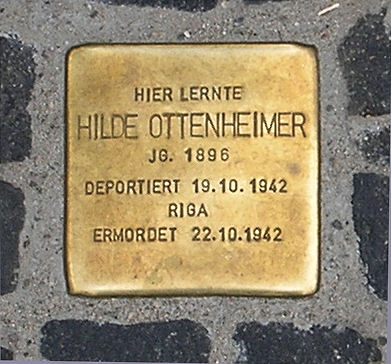
Hilde Ottenheimer (* 1896)

- 1882: Max Born, deutscher Mathematiker und Physiker, Nobelpreisträger
- 1882: Fiorello LaGuardia, US-amerikanischer Kommunalpolitiker, Bürgermeister von New York
- 1882: Daniel Anguiano Munguito, spanischer Politiker und Gewerkschafter
- 1883: Arthur Stanley Angwin, britischer Funkpionier
- 1883: Edwin Hoernle, deutscher Politiker und Schriftsteller, MdR
- 1884: Otto Kneipp, deutscher Politiker, MdB, MdL
- 1885: Augusto Rangone, italienischer Fußballtrainer, -schiedsrichter, -funktionär und Journalist
- 1889: Paul Kornfeld, deutscher Dramatiker
- 1890: Carlos Gardel, argentinischer Tango-Sänger
- 1890: Mark Tobey, US-amerikanischer Maler
- 1892: Hermann Grosser, schlesischer Lehrer, Kunsterzieher, Maler und Graphiker
- 1892: Leo Ornstein, russischer Pianist und Komponist
- 1894: Hans-Joachim Rath, deutscher Generalmajor
- 1895: Ruth Fischer, deutsch-österreichische Politikerin und Publizistin, MdR, MdL
- 1896ː Hilde Ottenheimer, deutsche Soziologin, Opfer des Holocaust
- 1897: Harry Thomson Andrews, südafrikanischer Diplomat
- 1897: Hans Hoff, österreichischer Psychiater
- 1897: Friederike Nadig, deutsche Politikerin, MdL, MdB, eine der vier „Mütter des Grundgesetzes“
- 1898: Fritz Mühlenweg, deutscher Schriftsteller
- 1898: František Škvor, tschechischer Komponist, Dirigent und Pianist
- 1899: Theodor Joedicke, deutscher Generalstabsarzt
- 1900: Andreas Alariesto, finnischer Maler
- 1900: Gerd Arntz, deutscher Künstler und Grafiker

### 20. Jahrhundert

#### 1901–1925
- 1901: Maria Koppenhöfer, deutsche Schauspielerin
- 1902: Reginald Le Borg, österreichisch-US-amerikanischer Regisseur
- 1903: Hans Bauer, deutscher Skisportler
- 1903: Lawrence Quincy Mumford, US-amerikanischer Bibliothekar, Leiter der Library of Congress
- 1904: Felix Nussbaum, deutscher Maler
- 1905: Ludwig Engels, deutscher Schachmeister
- 1905: Eugen Fink, deutscher Philosoph und Pädagoge
- 1905: Gilbert Roland, US-amerikanischer Schauspieler
- 1905: Erskine Hamilton Childers, irischer Politiker, mehrfacher Minister, Staatspräsident
- 1906: Pietro Serantoni, italienischer Fußballspieler und -trainer
- 1906: Walter Haenisch, deutscher Anglist, Journalist und Literaturwissenschaftler, Opfer des Stalinismus
- 1907: Walter Lindenbaum, österreichischer Journalist, Autor und Opfer der Nationalsozialisten
- 1908: Carlos Arias Navarro, spanischer Politiker, Ministerpräsident
- 1908: Elliott Carter, US-amerikanischer Komponist
- 1908: Charles Duruy, französischer Autorennfahrer
- 1908: Amon Göth, österreichischer SS-Offizier, Kommandant des KZ Płaszów bei Krakau, Kriegsverbrecher
- 1908: Manoel de Oliveira, portugiesischer Filmregisseur und Drehbuchautor
- 1909: Hermann Frieb, Widerstandskämpfer gegen den Nationalsozialismus
- 1909: John Wyer, britischer Motorsportteameigner und Rennleiter
- 1909: Irène Zurkinden, Schweizer Künstlerin
- 1910: Albino Milani, italienischer Motorradrennfahrer
- 1911ː Margaret Justin Blanco White, britische Architektin
- 1911: Heinrich Lehmann-Willenbrock, deutscher Fregattenkapitän

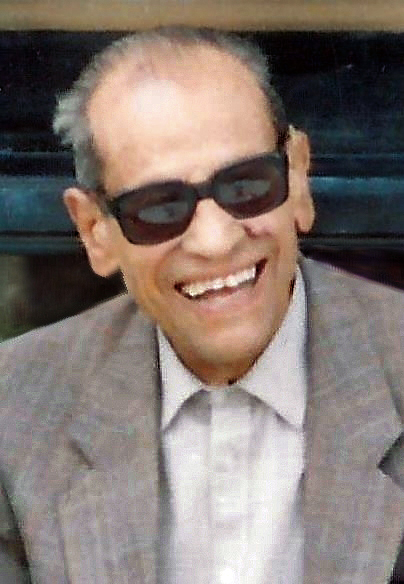
Nagib Mahfuz (* 1911)

- 1911: Nagib Mahfuz, ägyptischer Schriftsteller, Nobelpreisträger
- 1912: Carlo Ponti, italienischer Filmproduzent
- 1913: Jean Marais, französischer Schauspieler
- 1914: Ruth Nossenheim, dänisch-deutsche Malerin und Bildhauerin
- 1916: Dámaso Pérez Prado, kubanischer Musiker und Komponist
- 1916: Jakob Streitle, deutscher Fußballspieler
- 1918: Remigius Bäumer, deutscher katholischer Theologe

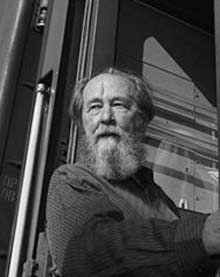
Alexander Issajewitsch Solschenizyn (* 1918)

- 1918: Alexander Issajewitsch Solschenizyn, russischer Schriftsteller, Dramatiker und Historiker, Nobelpreisträger
- 1919: Abd al-Hakim Amer, ägyptischer General
- 1919: Jockel Fuchs, deutscher Journalist und Politiker, Oberbürgermeister von Mainz, MdL
- 1919: Joe Masteroff, US-amerikanischer Dramatiker
- 1921: Bob Zimny, US-amerikanischer American-Football-Spieler
- 1922: Grigoris Bithikotsis, griechischer Sänger
- 1923: N. J. Crisp, britischer Autor
- 1924: Charles Bachman, US-amerikanischer Informatiker
- 1924: Doc Blanchard, US-amerikanischer American-Football-Spieler
- 1924: Giovanni Saldarini, Erzbischof von Turin und Kardinal
- 1924: Heinz Schenk, deutscher Fernsehmoderator
- 1925: Elmer Angsman, US-amerikanischer American-Football-Spieler
- 1925: André Marfaing, französischer Maler und Grafiker

#### 1926–1950

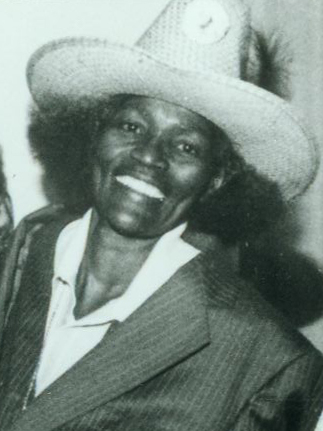
Big Mama Thornton (* 1926)

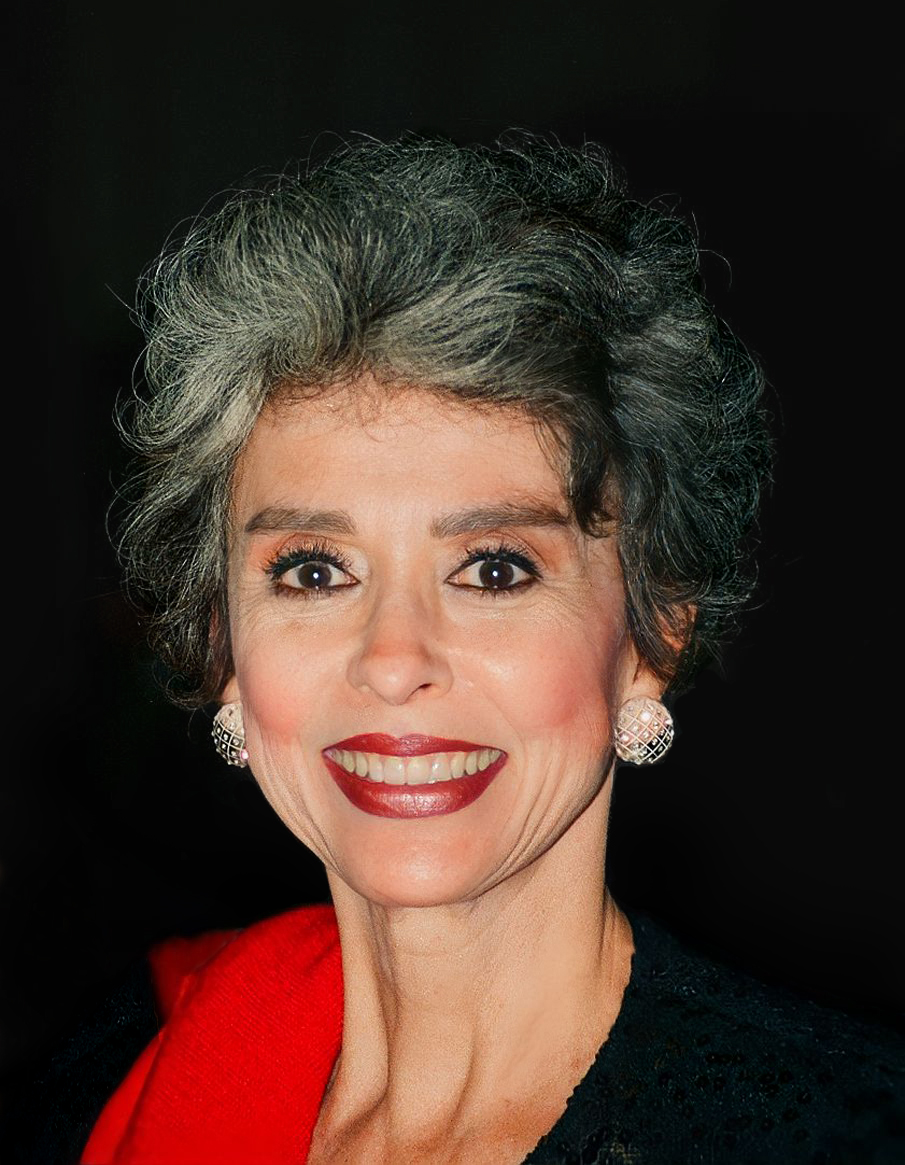
Rita Moreno (* 1931)

- 1926: Jules Angst, Schweizer Professor für Psychiatrie
- 1926: Big Mama Thornton, US-amerikanische Sängerin
- 1927: Friedrich G. Beckhaus, deutscher Schauspieler
- 1927: Dovima, US-amerikanisches Fotomodell
- 1927: Stein Eriksen, norwegische Skifahrer
- 1927: Heinz Florian Oertel, deutscher Sportreporter
- 1928: Tomás Gutiérrez Alea, kubanischer Filmregisseur und Drehbuchautor
- 1928: Renny Ottolina, venezolanischer Fernsehentertainer und -produzent
- 1929: Axel Anderson, puerto-ricanischer Schauspieler
- 1929: Peter Gougaloff, bulgarischer Opernsänger (Tenor)
- 1929: Werner Gromer, deutscher Fußballspieler
- 1929: Laurence Harding-Smith, australischer Fechter
- 1929: János Kulka, ungarischer Dirigent und Komponist
- 1929: Kenneth MacMillan, britischer Tänzer und Choreograph
- 1929: Gerhard Ott, deutscher Chirurg und Professor
- 1930: Mary Catherine Bishop Weiss, US-amerikanische Mathematikerin
- 1930: Nguyễn Ngọc Loan, vietnamesischer General, Polizeichef von Saigon, der den Vietcong Nguyễn Văn Lém vor laufenden Kameras erschoss
- 1930: Jean-Louis Trintignant, französischer Schauspieler
- 1931: Rajneesh Chandra Mohan, indischer Guru und Philosoph
- 1931: Rita Moreno, US-amerikanische Schauspielerin (West Side Story)
- 1933: Fortunato Tito Arecchi, italienischer Physiker
- 1934: Hans Daniels, deutscher Jurist und Politiker, MdB
- 1934: Del Shofner, US-amerikanischer American-Football-Spieler
- 1935: Femke Boersma, niederländische Schauspielerin
- 1935: Günther Bredehorn, deutscher Politiker
- 1935: Martinus Muskens, niederländischer Bischof
- 1935: Klaus Miesner, deutscher Handballspieler und -trainer
- 1935: Ferdinand Alexander Porsche, deutscher Designer und Geschäftsführer
- 1936: Erich Hagen, deutscher Radsportler
- 1936: Hans van den Broek, niederländischer Politiker
- 1937: Manfred Krafft, deutscher Fußballspieler und -trainer
- 1938: Uwe Klimaschefski, deutscher Fußballspieler und -trainer
- 1938: McCoy Tyner, US-amerikanischer Musiker
- 1939: André Brasseur, belgischer Keyboarder
- 1939: Ulrich Heinrich, deutscher Jurist und Politiker, MdL, MdB
- 1939: Herbert Neder, deutscher Politiker, MdB
- 1941: Rogier van Otterloo, niederländischer Jazz-, Bigbandleader, Arrangeur und Komponist
- 1941: Bronisław Kazimierz Przybylski, polnischer Komponist und Musikpädagoge
- 1942: Alfred William Arrowsmith, englischer Fußballspieler
- 1942: Frank Schöbel, deutscher Musiker
- 1942: Karen Susman, US-amerikanische Tennisspielerin
- 1943: Alain de Benoist, französischer Publizist und Philosoph
- 1943: John Kerry, US-amerikanischer Politiker und Präsidentschaftskandidat
- 1944ː Teri Garr, US-amerikanische Schauspielerin
- 1944: Lynda Day George, US-amerikanische Schauspielerin
- 1944: Brenda Lee, US-amerikanische Sängerin
- 1944: Juan E. Méndez, argentinischer Rechtswissenschaftler, UN-Sonderberichterstatter über Folter
- 1944: Hans Rauscher, österreichischer Journalist und Buchautor
- 1945: Jarno Saarinen, finnischer Motorradrennfahrer
- 1946: Werner E. Ablaß, deutscher Politiker
- 1946: Thorwald Dethlefsen, deutscher Esoteriker und Buchautor
- 1946: Sybille Durian, deutsche Kinder- und Jugendbuchautorin
- 1946: Karl-Dieter Grüske, deutscher Volkswirt und Hochschullehrer
- 1946: Susanne Kastner, deutsche Politikerin, MdB
- 1946: Wladimir Sweschnikow, sowjetischer bzw. russischer Schauspieler
- 1946: Wolfgang Thamm, deutscher Kampfmittelräumer
- 1947: Renate Angerer, österreichische Politikerin
- 1948: Chester Thompson, US-amerikanischer Schlagzeuger
- 1948: Víctor Víctor, dominikanischer Merenguesänger und Komponist
- 1949: Gérard MacQuillan, britischer Unternehmer und Autorennfahrer
- 1949: Liz Mields-Kratochwil, deutsche Bildhauerin
- 1950: David Deglan McKiernan, US-amerikanischer General
- 1950: Christina Onassis, griechische Reederin

#### 1951–1975
- 1951: Jacques Anouma, ivorischer Fußballfunktionär
- 1951: Spike Edney, britischer Musiker
- 1951: Ria Stalman, niederländische Leichtathletin
- 1952: Andrea De Carlo, italienischer Schriftsteller
- 1952: Thomas Gumpert, deutscher Schauspieler
- 1952: Susan Seidelman, US-amerikanische Filmregisseurin
- 1953: Elizabeth Key Armstrong, US-amerikanische Schauspielerin
- 1953: Arno Ehret, deutscher Handballspieler und -trainer
- 1954: Jermaine Jackson, US-amerikanischer Musiker, Sänger und Songschreiber (The Jacksons)
- 1955: Ludwig Laher, österreichischer Schriftsteller
- 1955: Cristina Marchetti, italienische theoretische Physikerin
- 1956: Thomas Andersson, schwedischer Fußballspieler
- 1956: Dankwart Brinksmeier, deutscher Pastor
- 1956: Stevie Young, schottischer Rockmusiker (AC/DC)
- 1957: Jörg Haustein, evangelischer Theologe
- 1958: Janko Ferk, österreichischer Richter und Schriftsteller
- 1958: Werner Augsburger, schweizerischer Volleyballspieler
- 1958: Wolfgang Liebhart, österreichischer Komponist und Musikpädagoge
- 1958: Dominic Raacke, deutscher Schauspieler

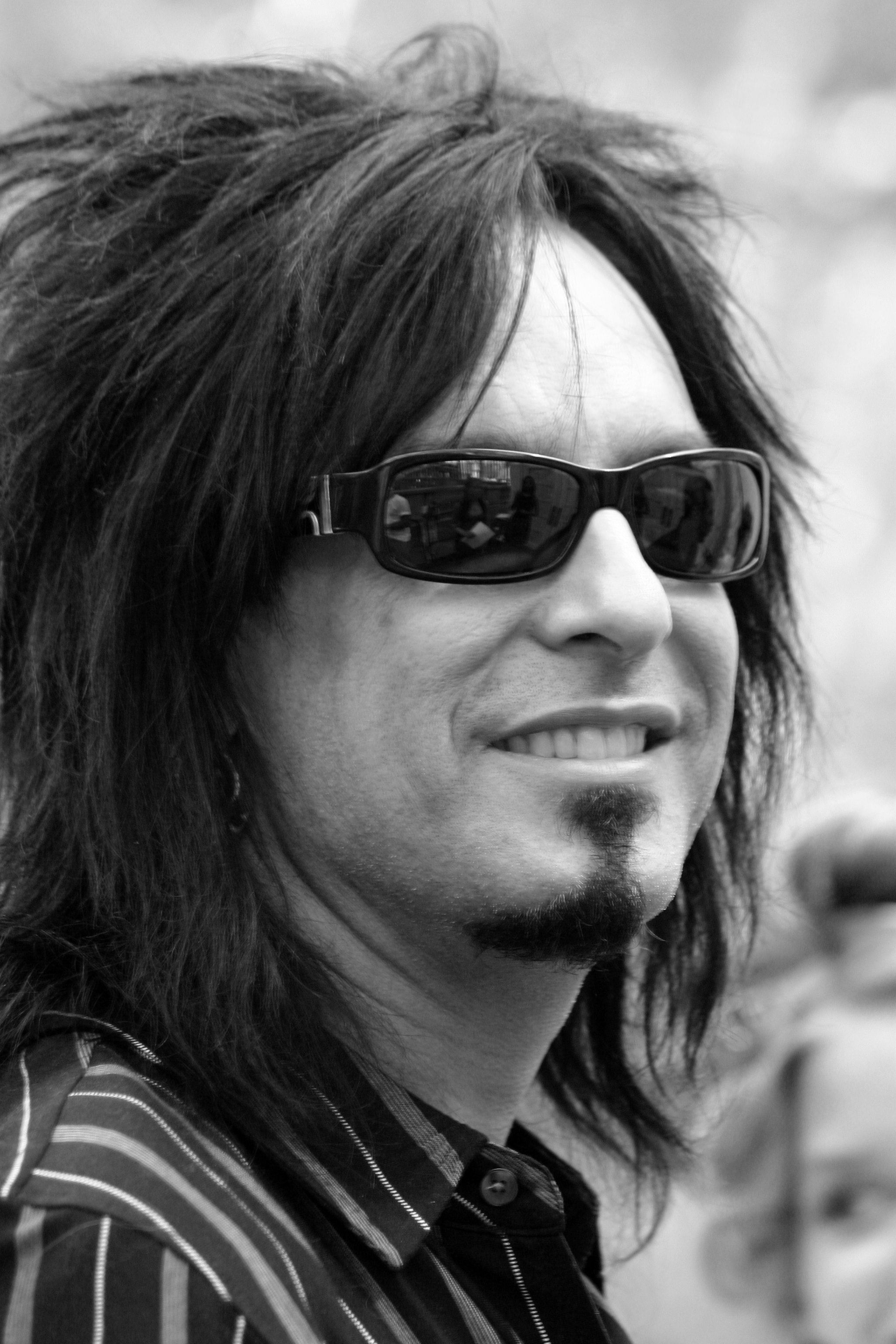
Nikki Sixx (* 1958)

- 1958: Nikki Sixx, US-amerikanischer Musiker (Mötley Crüe)
- 1960: Sri Adiningsih, indonesische Wirtschaftswissenschaftlerin
- 1961: Ingo Appelt, österreichischer Bobfahrer, Olympiagoldmedaillengewinner
- 1961: Soraya Homam, deutsch-iranische Pokerspielerin
- 1961: Jorge da Silva, uruguayischer Fußballspieler und -trainer
- 1961: Darryl Jones, US-amerikanischer Bassist
- 1961: Macky Sall, senegalesischer Politiker, Ministerpräsident
- 1962: Denise Biellmann, Schweizer Eiskunstläuferin
- 1962: Ben Browder, US-amerikanischer Schauspieler
- 1962: Frank Voß, deutscher Schauspieler
- 1963: Eric Armstrong, kanadischer Animator
- 1963: Mario Been, niederländische Fußballspieler und -trainer
- 1963: Claudia Kohde-Kilsch, deutsche Tennisspielerin
- 1964: Olivia Augustinski, deutsche Schauspielerin
- 1964: Franco Ballerini, italienischer Radrennfahrer
- 1964: Michel Courtemanche, französisch-kanadischer Stand-up-Komiker und Schauspieler
- 1965: Funda Bıçakoğlu, deutsche Rechtsanwältin und TV-Darstellerin
- 1965: Sarah Clackson, britische Papyrologin und Koptologin
- 1966: Gary Dourdan, US-amerikanischer Schauspieler
- 1967: Mo’Nique, US-amerikanische Schauspielerin
- 1967: Michaela Tabb, britische Snooker- und Poolbillard-Schiedsrichterin
- 1967: Michael Beck, deutscher Musiker
- 1968: Knut Tore Apeland, norwegischer Nordischer Kombinierer
- 1968: Emmanuelle Charpentier, französische Mikrobiologin, Genetikerin und Biochemikerin
- 1968: Monique Garbrecht, deutsche Eisschnellläuferin
- 1968: Fabrizio Ravanelli, italienischer Fußballspieler und -trainer
- 1969: Viswanathan Anand, indischer Schachmeister
- 1969: Takehiko Asanowaka, japanischer Sumōringer
- 1969: Stacey Blumer, US-amerikanische Freestyle-Skierin
- 1969: Tony Martinez, belgisch-spanischer Dartspieler
- 1971: Moudachirou Amadou, beninischer Fußballspieler

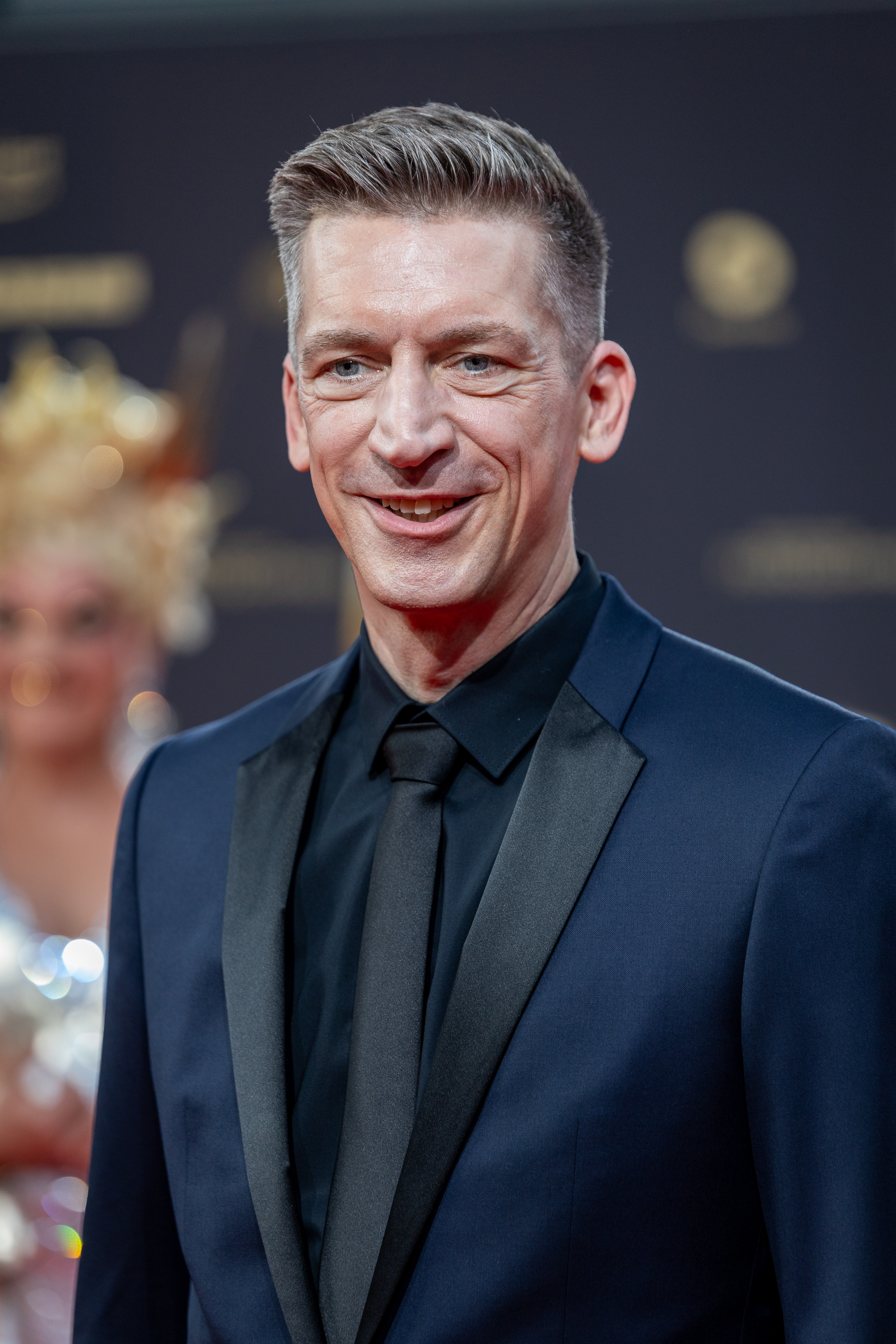
Steffen Hallaschka (* 1971)

- 1971: Steffen Hallaschka, deutscher Hörfunk- und Fernsehmoderator
- 1971: Katia Skanavi, russische Pianistin
- 1972: J. D. Allen III, US-amerikanischer Jazz-Saxophonist
- 1972: Sami al-Dschabir, saudi-arabischer Fußballspieler
- 1972: Paulo Santos, portugiesischer Fußballspieler
- 1973: Mos Def, US-amerikanischer Hip-Hop-Musiker und Schauspieler
- 1974: Simon Addo, ghanaischer Fußballtorwart
- 1974: Mario Gaider, österreichischer Politiker
- 1974: Maarten Lafeber, niederländischer Profigolfer
- 1974: Rey Mysterio, US-amerikanischer Wrestler
- 1974: Christian Peitz, deutscher Märchen- und Kinderhörspiel-Autor
- 1974: Wang Pin, chinesische Schachspielerin
- 1974: Gete Wami, äthiopische Leichtathletin
- 1975: Gerben de Knegt, niederländischer Radrennfahrer

#### 1976–2000
- 1976: Julius Shareef Abdur-Rahim, US-amerikanischer Basketballspieler
- 1976: László Bodrogi, ungarischer Radsportler
- 1976: Pascal Ojigwe, nigerianischer Fußballspieler
- 1977: Andreas Geritzer, österreichischer Segler
- 1977: Mark Streit, Schweizer Eishockeyspieler
- 1978: Ben Day, australischer Radrennfahrer
- 1978: Courtney Henggeler, US-amerikanische Schauspielerin
- 1978: Nadia Styger, Schweizer Skirennfahrerin
- 1979: Markus Katzer, österreichischer Fußballspieler
- 1977: Dirk Meusel, deutscher Ruderer
- 1979: Louise Mortensen, dänische Handballspielerin
- 1980: Marit Fiane Christensen, norwegische Fußballspielerin
- 1980: Ján Homér, slowakischer Eishockeyspieler
- 1980: Kimmo Kananen, finnischer Bahn-, Cyclocross- und Straßenradrennfahrer
- 1980: Sandra Keith, kanadische Biathletin
- 1980: Christian Alexander Müller, deutscher Musicaldarsteller
- 1980: Markus Ortlieb, deutscher Fußballspieler
- 1980: Trystan Pütter, deutscher Theater-, Film- und Fernsehschauspieler

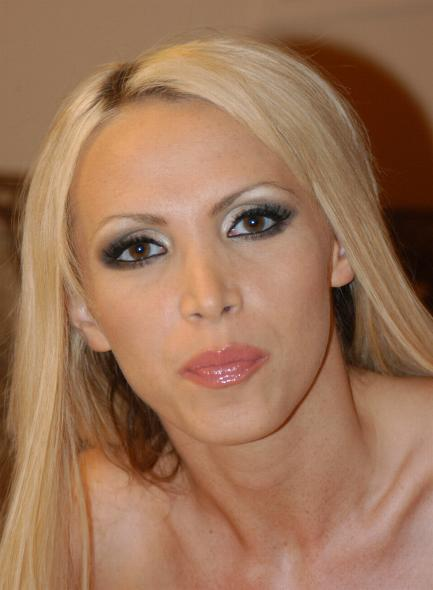
Nikki Benz (* 1981)

- 1981: Nikki Benz, kanadische Pornodarstellerin und Filmregisseurin ukrainischer Herkunft
- 1981: Jobie Dajka, australischer Bahnradsportler
- 1981: Marc Dysli, Schweizer Unihockeyspieler
- 1981: Dennis Kraft, deutscher Radrennfahrer
- 1981: Javier Saviola, argentinischer Fußballspieler
- 1981: Bartosz Ślusarski, polnischer Fußballspieler
- 1981: Martinien Tega, kamerunischer Radrennfahrer
- 1981: Mohamed Zidan, ägyptischer Fußballspieler
- 1982: Marco Bianco, italienischer Cyclocrossfahrer und Sportsoldat
- 1982: Andreas Dahlén, schwedischer Fußballspieler
- 1982: Craig Fagan, englischer Fußballspieler
- 1982: Sašo Fornezzi, slowenischer Fußballspieler
- 1982: Chadschimurad Gazalow, russischer Ringer ossetischer Herkunft
- 1982: Jessica Pünchera, Schweizer Skirennfahrerin
- 1982: Aleksandar Stoimirović, serbischer Fußballspieler
- 1982: Stefanie Stüber, deutsche Ringerin
- 1983: Tobias Fink, deutscher Fußballspieler
- 1983: Arnoud van Groen, niederländischer Radrennfahrer
- 1983: Noëlle Grüebler, Schweizer Violinistin
- 1983: Marlon Kittel, deutscher Schauspieler
- 1983: Danilo Pinnock, US-amerikanischer Basketballspieler
- 1983: Alessio Signego, italienischer Radrennfahrer

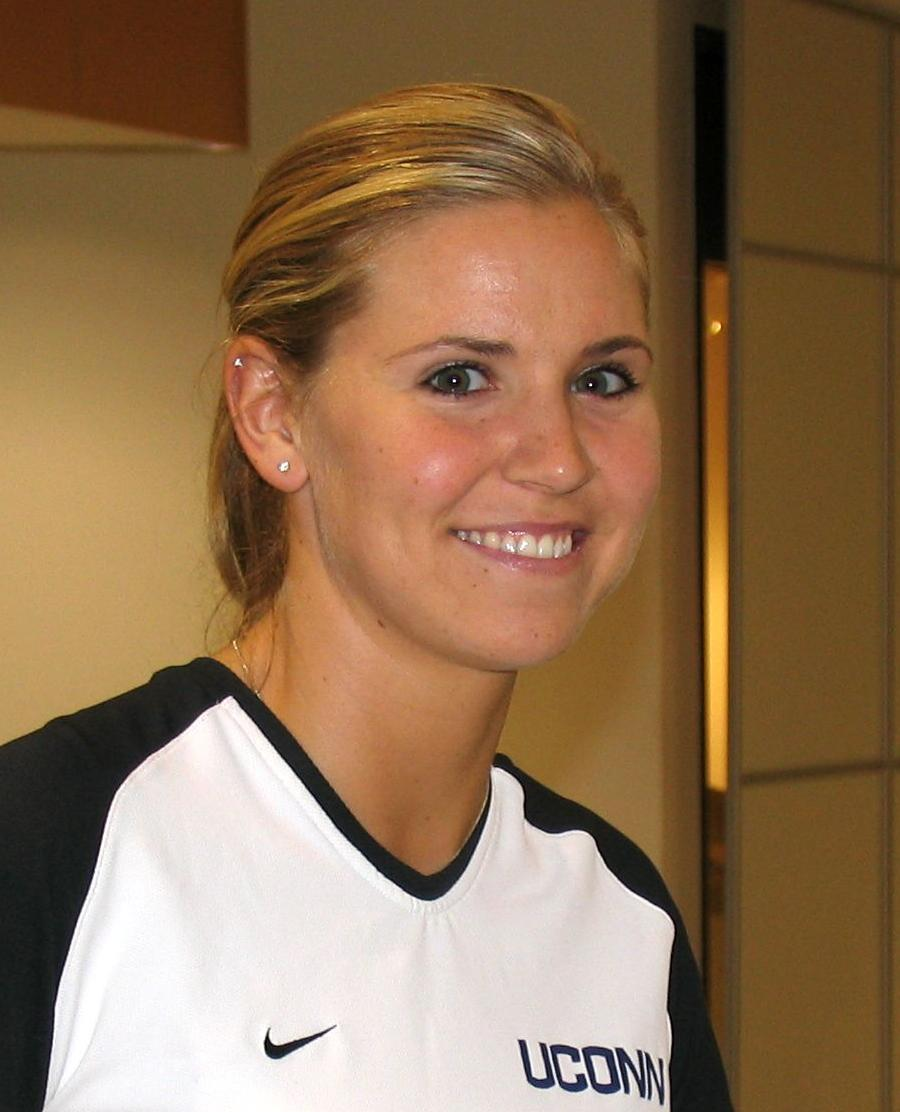
Ann Strother (* 1983)

- 1983: Ann Strother, US-amerikanische Basketballspielerin
- 1984: Leighton Baines, englischer Fußballspieler
- 1984: Rachel Emily Bragg, britische Volleyballspielerin
- 1984: Carlos Alberto, brasilianischer Fußballspieler
- 1984: Renata Cristina de Jesus Benedito, brasilianische Volleyballspielerin
- 1984: Rose Kemp, englische Sängerin und Gitarristin
- 1984: Kennedy Mweene, sambischer Fußballspieler
- 1984: Xosha Roquemore, US-amerikanische Schauspielerin
- 1984: Marlene Sinnig, deutsche Ruderin
- 1985: Georgios Fattas, zypriotischer Mountainbiker und Straßenradrennfahrer
- 1985: Ari, brasilianischer Fußballspieler
- 1985: Mario Gjurovski, mazedonischer Fußballspieler
- 1985: Melissa Gorman, australische Schwimmsportlerin
- 1985: Innocent Mdledle, südafrikanischer Fußballspieler
- 1985: Matt Mortensen, US-amerikanischer Rennrodler
- 1985: Daniil Mowe, russischer Rennfahrer
- 1985: Anastassija Posdnjakowa, russische Wasserspringerin
- 1985: Aytaç Sulu, deutsch-türkischer Fußballspieler
- 1985: Kimberley Unser, deutsche Köchin
- 1986: Roy Hibbert, jamaikanischer Basketballspieler
- 1986: Nicky Maynard, englischer Fußballspieler
- 1986: Jiří Mikesz, deutsch-tschechischer Eishockeyspieler
- 1986: Lee Peltier, englischer Fußballspieler
- 1986: Nathalie Quinten, deutsche Fußballspielerin
- 1986: Moritz Stoppelkamp, deutscher Fußballspieler
- 1986: Martin Ullmann, deutscher Fußballspieler
- 1987: Amir Ali-Akbari, iranischer Ringer
- 1987: Cengiz Biçer, Liechtensteiner Fußballspieler türkischer Herkunft
- 1987: Markus Eggenhofer, österreichischer Skispringer
- 1987: Natalia Gordienko, moldawische Sängerin
- 1987: Fabian Johnson, deutsch-US-amerikanischer Fußballspieler
- 1987: Gawain Jones, englischer Schachspieler
- 1987: Peter Scholze, deutscher Mathematiker
- 1987: Reyhan Yıldırım, deutsch-türkische Comiczeichnerin und Comicautorin
- 1988: Alia Shanee Atkinson, jamaikanische Schwimmerin
- 1988: Sarah Brandner, deutsches Model sowie Modedesignerin und Schauspielerin
- 1988: Alparslan Erdem, deutsch-türkischer Fußballspieler

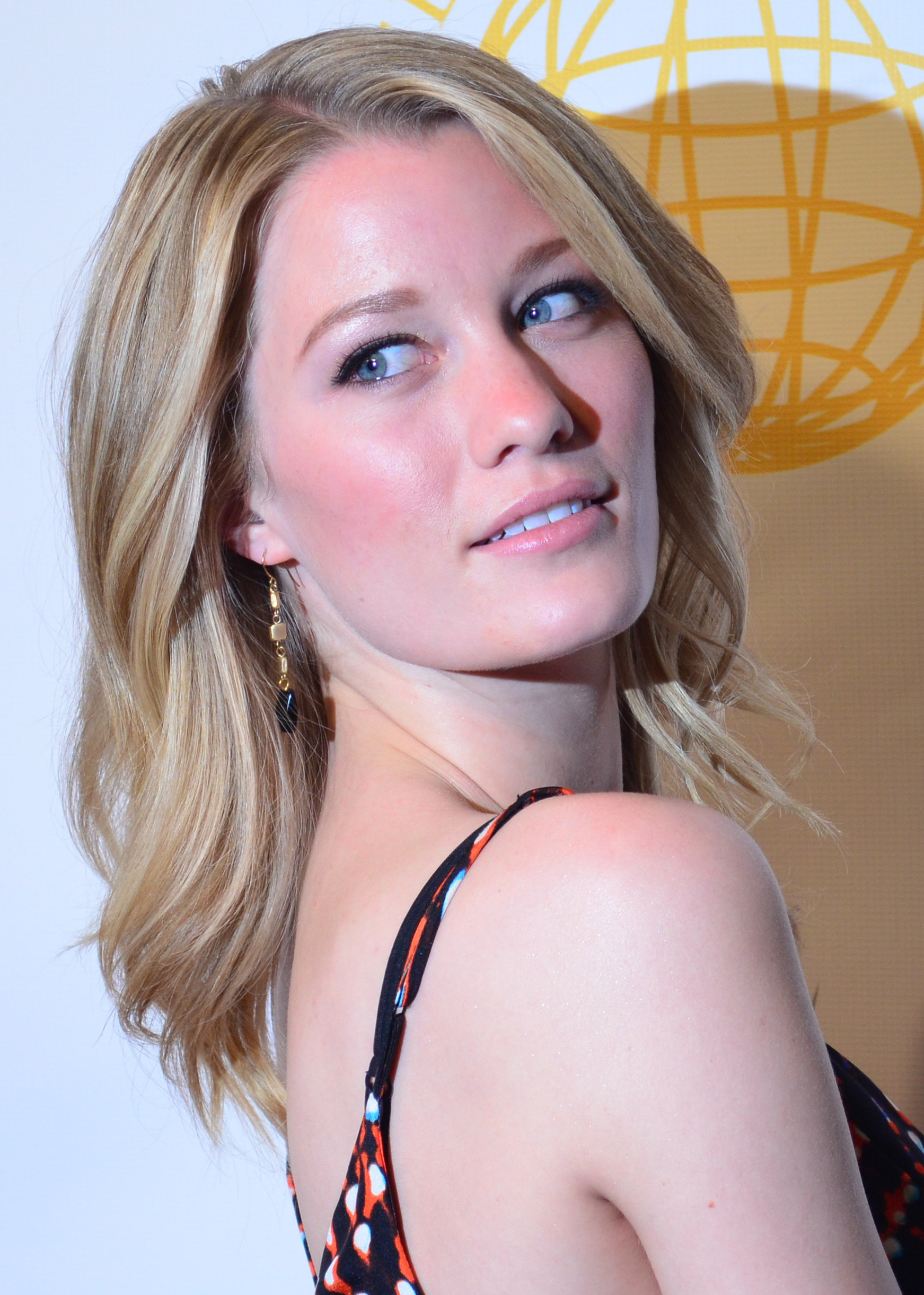
Ashley Hinshaw (* 1988)

- 1988: Ashley Hinshaw, US-amerikanische Schauspielerin und Model
- 1988: Jewgeni Issatschenko, russischer Naturbahnrodler
- 1988: Kim Kyong-il, nordkoreanischer Fußballspieler
- 1988: Anton Semljanuchin, kirgisischer Fußballspieler
- 1989: Jason Bakke, südafrikanischer Straßenradrennfahrer
- 1989: Denis Pozder, deutsch-bosnischer Fußballspieler
- 1989: Mariella Voglreiter, österreichische Skirennläuferin
- 1990: Jessica Göpner, deutsche Volleyball- und Beachvolleyballspielerin
- 1990: Anika Höß, deutsche Fußballspielerin und -trainerin
- 1990: Melanie Miric, deutsche Schlagersängerin
- 1990: Marco Orsi, italienischer Schwimmer
- 1990: Alice Parisi, italienische Fußballspielerin

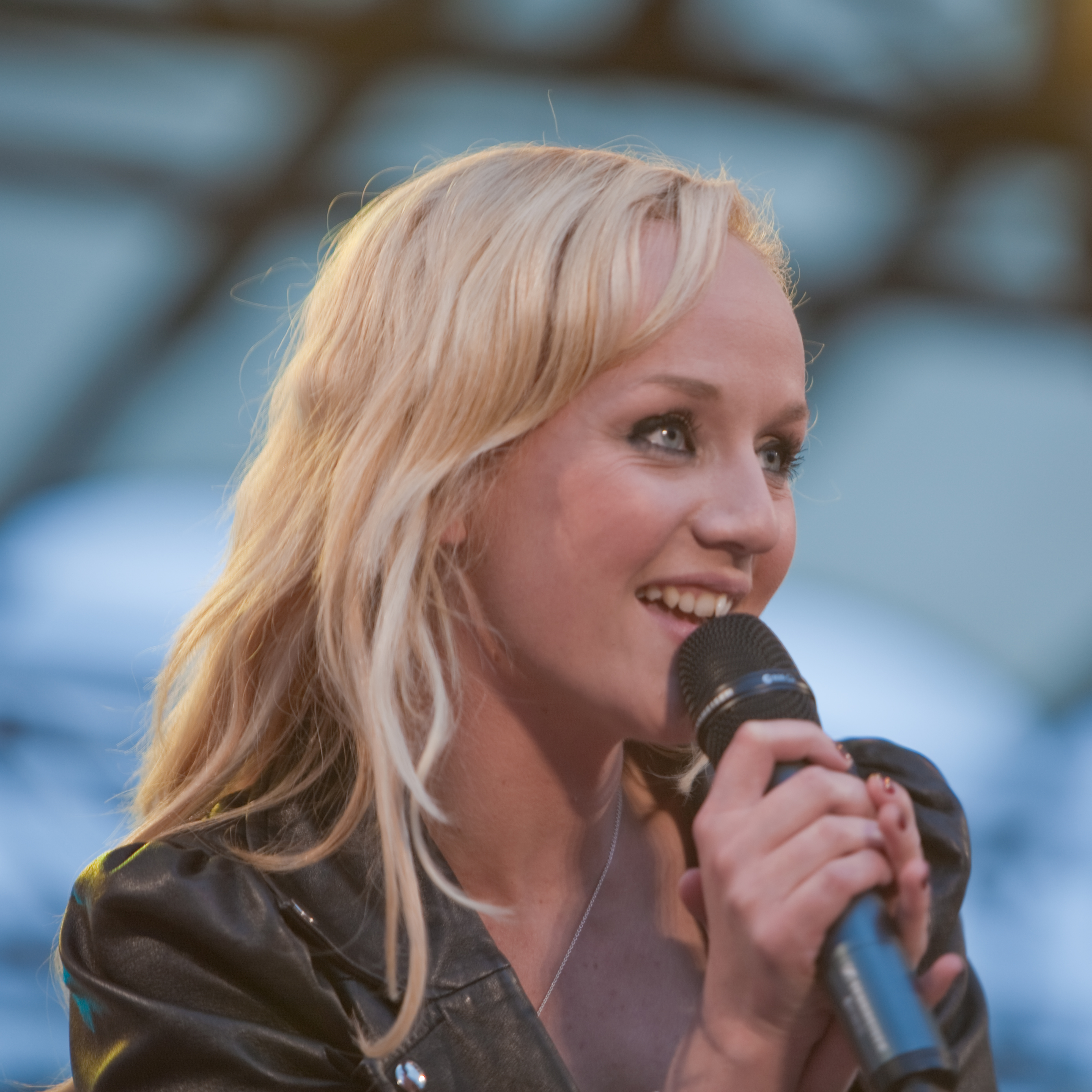
Anna Bergendahl (* 1991)

- 1991: Emma Appleton, britische Schauspielerin
- 1991: Anna Bergendahl, schwedische Sängerin
- 1991: Dani Fernández, spanischer Sänger
- 1991: Ryō Sugai, japanischer Freestyle-Skier und Skirennläufer
- 1992: Tiffany Alvord, US-amerikanische Sängerin
- 1992: Jekaterina Gnidenko, russische Radrennfahrerin
- 1992: Christophe Laporte, französischer Radrennfahrer
- 1992: Danny Lauby, US-amerikanischer Dartspieler
- 1993: Chris Froggatt, britischer Autorennfahrer
- 1995: Martin Valjent, slowakischer Fußballspieler
- 1996: Jack Griffo, US-amerikanischer Schauspieler
- 1996: Hailee Steinfeld, US-amerikanische Schauspielerin
- 1997: Damir Mehmedovic, österreichischer Fußballspieler
- 1999: Ryan Schofield, englischer Fußballspieler
- 2000: Florent Hoti, kosovarisch-englischer Fußballspieler
- 2000: Simon Pytlick, dänischer Handballspieler
- 2000: Josha Vagnoman, deutscher Fußballspieler

### 21. Jahrhundert
- 2001: Armel Bella-Kotchap, deutscher Fußballspieler
- 2002: Jamie Gerstenberg, deutsche Fußballtorhüterin
- 2003: Daria Bujnicka, polnische Badmintonspielerin
- 2003: Giorgio Scalvini, italienischer Fußballspieler
- 2005: Arijon Ibrahimović, deutsch-kosovarischer Fußballspieler

## Gestorben

### Vor dem 16. Jahrhundert
- 0384: Damasus I., Papst
- 0493: Daniel Stylites, Säulensteher und Heiliger
- 0592: Sushun, 32. Kaiser von Japan
- 0925: Sancho I., König von Navarra
- 0969: Nikephoros II., byzantinischer Kaiser
- 0990: Folkmar, Bischof von Utrecht
- 1066: Conan II., Herzog der Bretagne
- 1139: Roger von Salisbury, Bischof von Salisbury und Lordkanzler
- 1179: David von Himmerod, italienisch-deutscher Mönch und Mystiker
- 1231: Ida von Nivelles, niederländische Nonne und Mystikerin
- 1241: Ugedai Khan, Mongolenherrscher und dritter Sohn Dschingis Khans
- 1282: Llywelyn ap Gruffydd, letzter Fürst von Wales
- 1282: Michael VIII., byzantinischer Kaiser
- 1289: Wilburgis, Klausnerin und Mystikerin
- 1369: Aschwin von Salder, Propst im Stift St. Blasius in Braunschweig sowie Domherr in Hildesheim und Bremen
- 1388: Johann von Zesterfleth, Bischof von Verden
- 1437: Erkinger I. von Seinsheim, Freiherr von Schwarzenberg, Oberjägermeister des Stiftes Würzburg und kaiserlicher Rat
- 1443: John Cornewall, 1. Baron Fanhope, englischer Adeliger und Militär
- 1474: Heinrich IV., König von Kastilien und León

### 16. bis 18. Jahrhundert
- 1513: Pinturicchio, eigentlich Bernardino di Betto di Biagio, italienischer Maler der Frührenaissance
- 1516: Sebastian Breuning, Vogt von Weinsberg, politischer Gegner Herzog Ulrichs von Württemberg
- 1516: Konrad Vaut, Vogt von Cannstatt, politischer Gegner Herzog Ulrichs von Württemberg
- 1522: Raffaele Petrucci, Kardinal der Römischen Kirche und Gouverneur von Siena
- 1528: Lukas von Prag, tschechischer Theologe und Bischof der Unität der Böhmischen Brüder
- 1532: Pietro Accolti, italienischer Bischof in Frankreich und Italien, Bischof von Ancona, Erzbischof von Ravenna, Kardinal
- 1534: Margareta von Beichlingen, Fürstäbtissin des Stifts Essen
- 1552: Paolo Giovio, italienischer Geschichtsschreiber, katholischer Bischof und Arzt
- 1581: Maria von Österreich, Herzogin von Jülich, Kleve und Berg

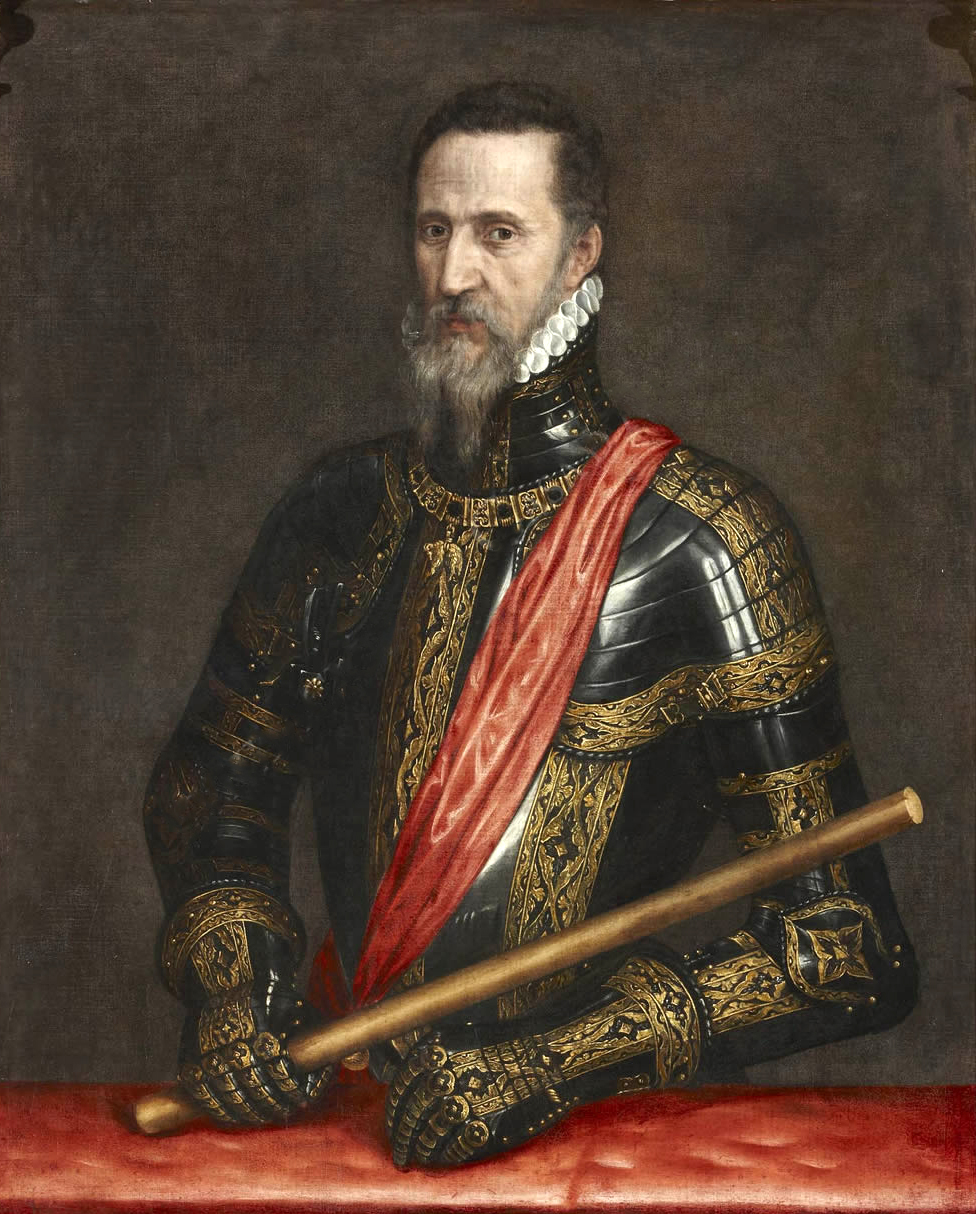
Fernando Álvarez de Toledo († 1582)

- 1582: Fernando Álvarez de Toledo, Herzog von Alba, spanischer Feldherr und Staatsmann
- 1583: Fadrique Álvarez de Toledo, 4. Herzog von Alba, spanischer Adeliger
- 1595: Philippe III. de Croÿ, Führer des römisch-katholischen Adels in den Spanischen Niederlanden
- 1599: Christoph Ulrich von Pappenheim, deutscher Militär
- 1610: Adam Elsheimer, deutscher Maler
- 1625: Johann Friedrich Schröter, deutscher Mediziner
- 1628: Cesare d’Este, Markgraf von Montecchio
- 1634: Fadrique Álvarez de Toledo y Mendoza, spanischer Admiral
- 1643: Hermann von Wrangel, schwedischer Feldmarschall und Gouverneur von Livland
- 1647: Franz Peter König, Söldnerführer und Schultheiss der Stadt und Republik Freiburg i. Üe.
- 1655: Pieter Nuyts, niederländischer Entdecker und Gouverneur
- 1656: Johann Rudolf Saltzmann, Straßburger Mediziner und Hochschullehrer
- 1668: Marquise-Thérèse de Gorle, französische Schauspielerin
- 1669: Anna Maria, Herzogin zu Mecklenburg
- 1671: Afra Schick, Opfer der Hexenverfolgung in Wiener Neustadt
- 1674: Binjamin Mussaphia, jüdischer Philologe und Autor
- 1679: Andreas Cramer, schleswig-holsteinisch-gottorfischer Staatsmann
- 1686: Louis II. de Bourbon, französischer Adliger und Feldherr („Le Grand Condé“)
- 1688: Christian Lehmann, deutscher Chronist und Pfarrer
- 1694: Ranuccio II. Farnese, Sohn von Herzog Odoardo I. Farnese von Parma und Piacenza
- 1701: Pierre Landry, französischer Kupferstecher und Verleger
- 1704: Roger L’Estrange, englischer Autor, Verfasser von Flugblättern
- 1718: Karl XII., König von Schweden und Herzog von Pfalz-Zweibrücken
- 1728: Eberhard Ludwig Gruber, radikaler Pietist, einer der ersten Führer der deutschen Inspirationsbewegung
- 1728: William Reed, britischer Kolonialgouverneur von North Carolina
- 1737: Nicolas Vleughels, französischer Maler
- 1738: Johann Rudolf Byss, Schweizer Maler
- 1740: Sidonia Hedwig Zäunemann, deutsche Dichterin
- 1748: Ewald Georg von Kleist, preußischer Jurist und Naturwissenschaftler
- 1752: Adolf Friedrich III., Herzog zu Mecklenburg-Strelitz
- 1756: Theodor von Neuhoff, deutscher Abenteurer und König von Korsika
- 1756: Maria Amalia von Österreich, Kurfürstin von Bayern und Kaiserin des Heiligen Römischen Reichs
- 1760: Johann Wilhelm Gloger, deutscher Orgelbauer
- 1779: Alessandro Albani, italienischer Kardinal und päpstlicher Diplomat
- 1797: Emanuel Witz, Schweizer Maler

### 19. Jahrhundert
- 1812: Petrus Abresch, niederländischer reformierter Theologe
- 1813: Johann Georg Purmann, deutscher Pädagoge
- 1814: Marie-Louise O’Murphy, französische Kurtisane und Mätresse Ludwigs XV.
- 1815: Anna Pestalozzi, Ehefrau von Johann Heinrich Pestalozzi
- 1817: Maria Walewska, Geliebte von Napoléon Bonaparte
- 1826: Maria Leopoldine, Erzherzogin von Österreich, Königin von Portugal und Kaiserin von Brasilien
- 1828ː Sophie Leopoldine Wilhelmine von Grotthuis, deutsche Salonnière
- 1829: Katharina Kest, Reichsgräfin von Ottweiler, Herzogin von Dillingen, Mätresse und Gemahlin von Fürst Ludwig von Nassau-Saarbrücken
- 1831: George Schetky, US-amerikanischer Komponist, Cellist und Musikverleger
- 1838: Pietro Rossi, Schweizer Politiker
- 1838: Isaac Tichenor, US-amerikanischer Politiker und Jurist, Gouverneur und Senator von Vermont
- 1840: Kokaku, 119. Kaiser von Japan
- 1862: Victoriano Castellanos Cortés, Präsident von Honduras
- 1864: Aloys Anderle, böhmischer Tenor und Opernsänger
- 1889: David Atwood, US-amerikanischer Politiker
- 1891: Julius Ewald, deutscher Geologe und Paläontologe
- 1891ː Hedwig von Olfers, deutsche Schriftstellerin
- 1892: Paul Otto Apian-Bennewitz, deutscher Organist und Lehrer
- 1893: Gustavus Frankenstein, deutschamerikanischer Landschaftsmaler, Mathematiker und Autor
- 1899: Philipp Paulitschke, österreichischer Geograph und Afrikaforscher
- 1900: Enst August Emil Freiherr von Amelunxen, preußischer Generalleutnant
- 1900: Aimé-Louis Herminjard, Schweizer evangelischer Geistlicher, Paläologe und Hochschullehrer

### 20. Jahrhundert

#### 1901 bis 1950
- 1904: Friedrich Hammacher, deutscher Jurist, Politiker und Wirtschaftsführer, MdR
- 1905: Paul Meurice, französischer Schriftsteller
- 1917: Hedwig Arendt, deutsche Theaterschauspielerin
- 1918: Ivan Cankar, slowenischer Dichter
- 1918: Ottilie Schwahn, deutsche Erzählerin
- 1920: Olive Schreiner, südafrikanische Schriftstellerin
- 1926: Fritz Irmiger, Schweizer Zollbeamter
- 1932: Mathilde Eyssenhardt, deutsche Porträtmalerin
- 1934: Raoul Bachmann, französischer Autorennfahrer
- 1937: Jaan Anvelt, estnischer Kommunist und Schriftsteller
- 1937: Eduard Biermann, deutscher Nationalökonom
- 1937: Gaik Bschischkjan, russischer Militär
- 1937: Ángel Pestaña, spanischer Syndikalist und Politiker
- 1942ː Fanny Freund-Marcus, österreichische Publizistin, Holocaustopfer
- 1942: Jochen Klepper, deutscher Journalist, Schriftsteller und Liederdichter
- 1942: Séraphine Louis, französische Malerin
- 1944: Sydney Hayes, britischer Lacrossespieler
- 1944: Sergei Timofejewitsch Morosow, russischer Unternehmer und Mäzen
- 1945: Charles Fabry, französischer Physiker
- 1945: Rudolf Jung, deutsch-österreichisch-tschechischer Politiker und SS-General, Theoretiker des Nationalsozialismus
- 1948: Risto Savin, slowenischer Komponist
- 1949: Fiddlin’ John Carson, US-amerikanischer Old-Time-Musiker
- 1949: Charles Dullin, französischer Schauspieler, Regisseur und Theaterleiter
- 1950: Leslie John Comrie, neuseeländischer Astronom und Rechenmaschinenpionier

#### 1951 bis 2000
- 1951: Christopher Addison, britischer Arzt und Politiker
- 1959: Philipp Fürchtegott Reemtsma, deutscher Zigarettenfabrikant und Kunstmäzen
- 1959: Heinrich Winter, deutscher Chemiker
- 1960: Valerie Alport, deutsche Kunstsammlerin und Mäzenin
- 1960: Peter Risi, Schweizer Fußballspieler
- 1964: Sam Cooke, US-amerikanischer Sänger

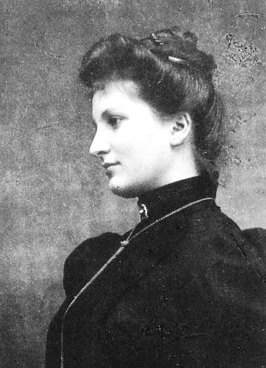
Alma Mahler-Werfel († 1964)

- 1964: Alma Mahler-Werfel, österreichisch-US-amerikanische Komponistin und Salonière
- 1964: Carlo Sbisà, italienischer Maler, Bildhauer und Keramiker
- 1965: Gioacchino Armano, italienischer Fußballspieler
- 1965: Stepan Wassiljewitsch Grisodubow, russisch-sowjetischer Flugzeugkonstrukteur
- 1965: Rafael Hernández Marín, puerto-ricanischer Komponist
- 1965: Eduard Sußmann, deutscher Politiker
- 1966: Ludwig Sievert, deutscher Bühnenbildner
- 1967: Richard Stöhr, österreichischer Musiktheoretiker und Komponist
- 1969: Gostan Zarian, armenischer Schriftsteller, Dichter und Maler
- 1970: Hermann Detzner, deutscher Offizier und Schriftsteller
- 1973: Friedrich Ahlers-Hestermann, deutscher Maler
- 1975: Nihal Atsız, türkischer Autor, Historiker und Dichter
- 1976: Elmyr de Hory, ungarischer Kunstfälscher
- 1977: Luis Humberto Salgado, ecuadorianischer Komponist
- 1978: Vincent du Vigneaud, US-amerikanischer Chemiker, Nobelpreisträger
- 1979: Alfred Jepsen, deutscher lutherischer Theologe und Religionshistoriker
- 1979: Carlo Schmid, deutscher Politiker und Staatsrechtler, MdB, Landes- und Bundesminister
- 1980: Viktoria Luise von Preußen, Herzogin von Braunschweig-Lüneburg, Prinzessin von Preußen
- 1982: Lazy Bill Lucas, US-amerikanischer Bluesmusiker
- 1982: Erhard Mauersberger, deutscher Organist, Thomaskantor in Leipzig
- 1982: Hein van Suylekom, niederländischer Ruderer
- 1983: Szymon Laks, polnisch-französischer Komponist
- 1984: Pentti Hämäläinen, finnischer Boxer
- 1984: George Waggner, US-amerikanischer Filmregisseur, -produzent, Drehbuchautor und Schauspieler
- 1986: Carmen Guerrero Franco, mexikanische Schauspielerin
- 1987: Adile Naşit, türkisch-armenische Komödiantin und Schauspielerin

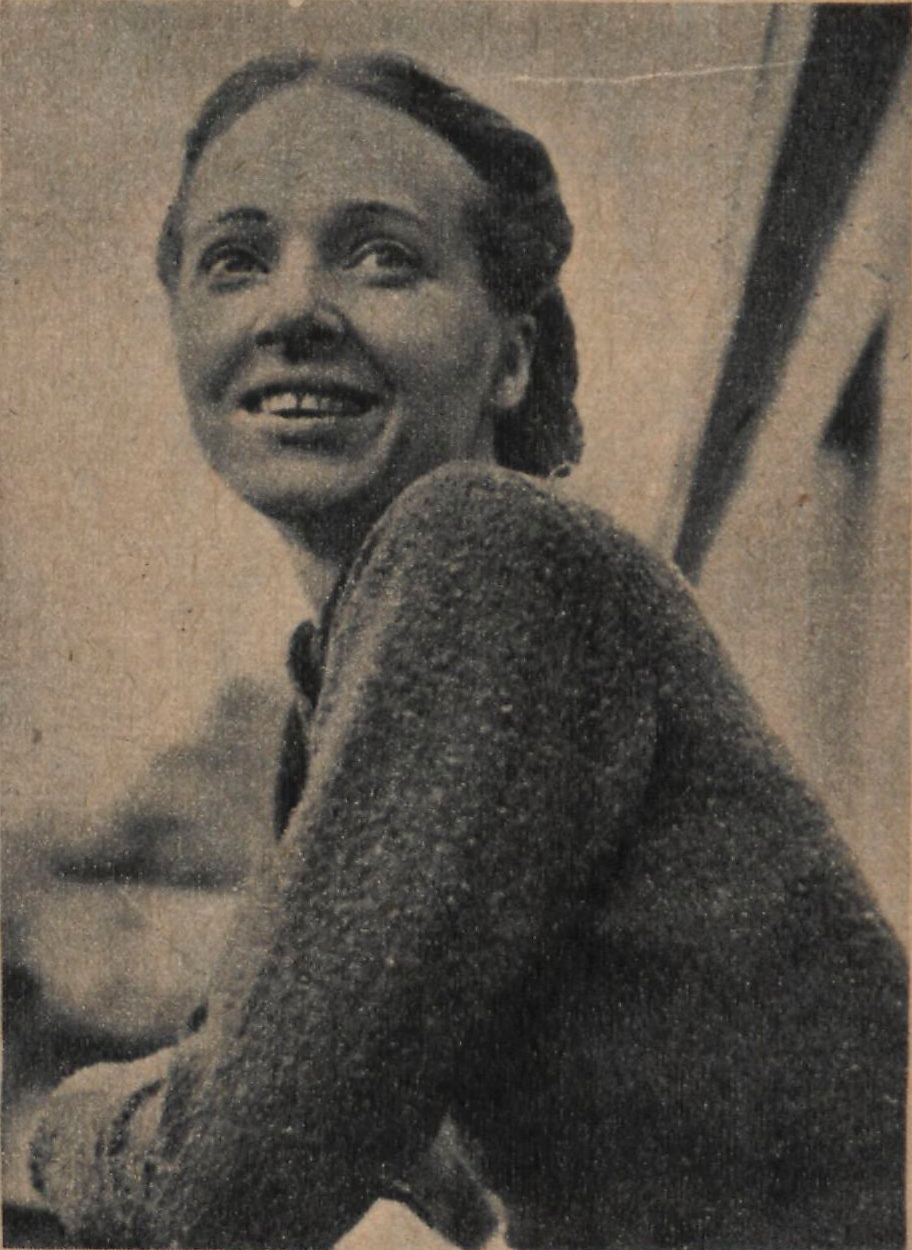
Marie-Claude Vaillant-Couturier († 1996)

- 1988: Joseph Basmadjan, syrischer Erzbischof
- 1988: Roberto Beracochea, argentinischer Schriftsteller
- 1989: Elías Valiña Sampedro, spanischer Pfarrer, Initiator des Jakobsweges
- 1993: Raymond D. Gary, US-amerikanischer Politiker
- 1993: Karl-Theodor Molinari, deutscher Offizier
- 1994: Stanisław Maczek, polnischer General
- 1994: Elfriede Mohneke, deutsche Aufseherin in den Konzentrationslagern Ravensbrück und Uckermark
- 1994: Awet Terterjan, armenischer Komponist
- 1996: Danuta Gleed, kanadische Schriftstellerin
- 1996ː Marie-Claude Vaillant-Couturier, französische Journalistin, Mitglied der Résistance
- 1998: Chucho Sanoja, venezolanischer Komponist, Arrangeur, Orchesterleiter und Pianist
- 1998: Anton Stankowski, deutscher Grafiker, Fotograf und Maler
- 1998: Max Streibl, deutscher Politiker, MdL, Landesminister, Ministerpräsident von Bayern
- 1999: Harry Wüstenhagen, deutscher Schauspieler
- 2000: José Águas, portugiesischer Fußballspieler

### 21. Jahrhundert
- 2001: Herbert Lichtenfeld, deutscher Drehbuchautor
- 2003: Bernard Dorival, französischer Kunsthistoriker und Kunstkritiker
- 2003: Ahmadou Kourouma, ivorischer Schriftsteller
- 2004: Arthur Lydiard, neuseeländischer Leichtathletiktrainer
- 2004: Karel Vrána, tschechischer Theologe und Philosoph
- 2005: Karl August Bettermann, deutscher Jurist
- 2005: Pedro Licinio Valerio, dominikanischer Gitarrist und Sänger
- 2006: Elisabeth Müller, Schweizer Schauspielerin
- 2008: Elie Amsini Kiswaya, kongolesischer Bischof

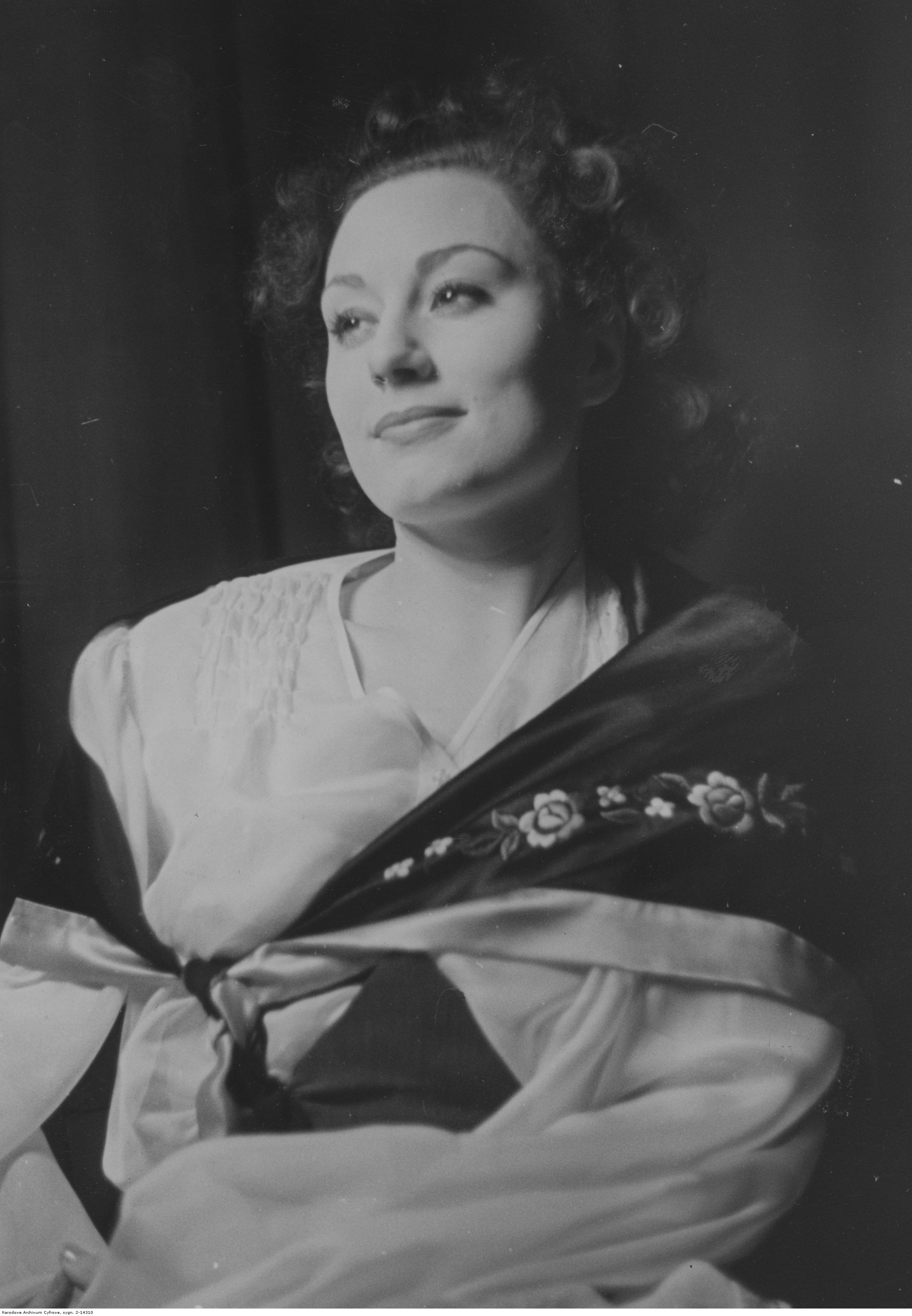
Lola Müthel († 2011)

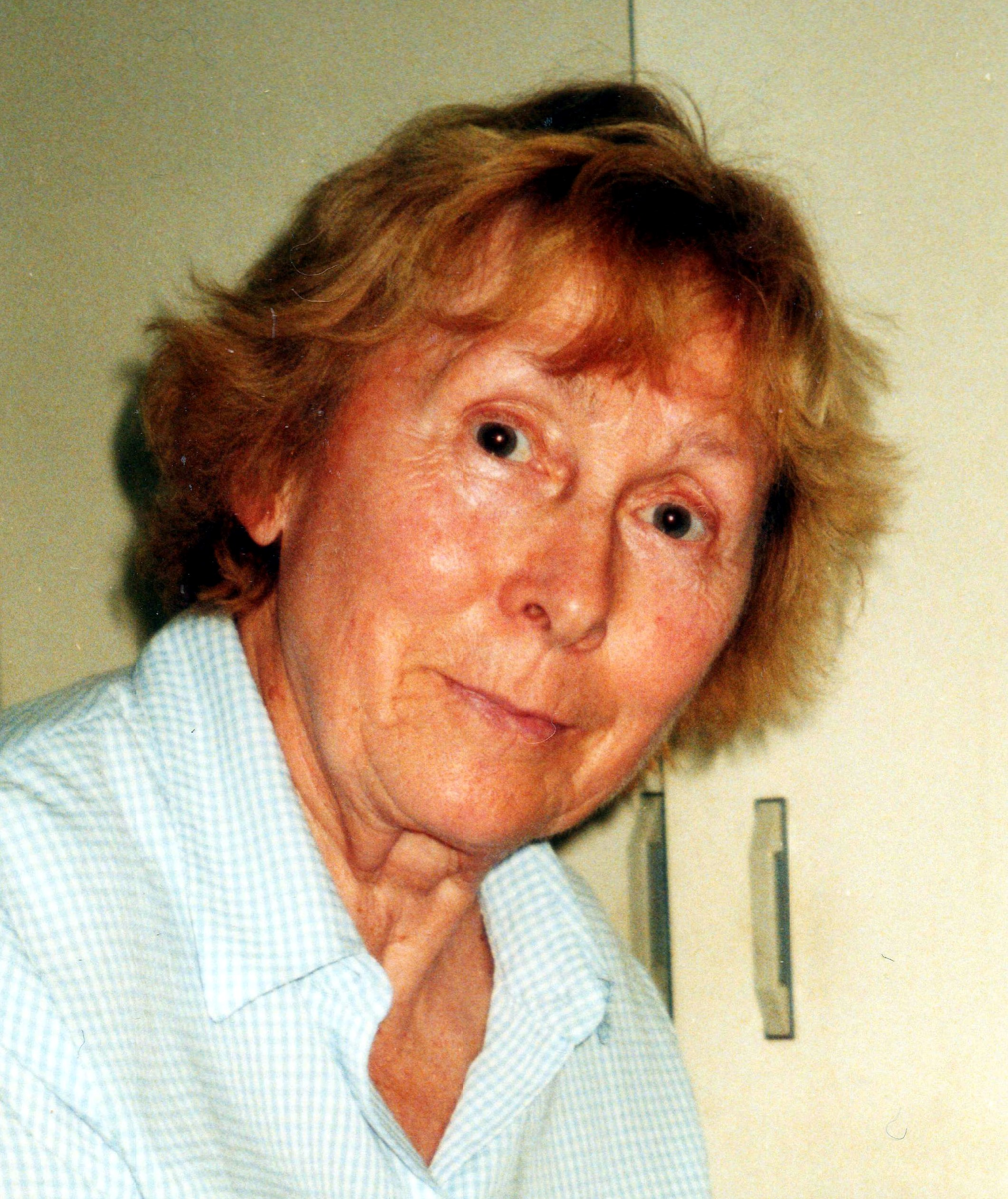
Marion Asche († 2013)

- 2008: Karl-Heinz Muus, deutscher Eishockeyspieler
- 2008: Bettie Page, US-amerikanisches Fetisch- und Aktmodel
- 2008: Ali Alatas, indonesischer Politiker und Sondergesandter der UN
- 2011: Vasile Arvinte, rumänischer Romanist und Rumänist
- 2011: Hans Heinz Holz, deutscher Philosoph
- 2011: Lola Müthel, deutsche Schauspielerin
- 2012: Ravi Shankar, indischer Musiker und Komponist
- 2012: Galina Wischnewskaja, russische Opernsängerin
- 2013: Marion Asche, deutsche Physikerin und Professorin
- 2014: Giorgio Ardisson, italienischer Schauspieler
- 2015: Elias Phisoana Ramaema, lesothischer Militär und Politiker
- 2015: Gaston Salvatore, deutschsprachiger Schriftsteller und Dramatiker
- 2016: Sadiq al-Azm, syrischer Philosoph
- 2017: Charles Robert Jenkins, US-amerikanischer Soldat
- 2017: Christos M. Joachimides, griechischer Kunsthistoriker und Ausstellungskurator
- 2019: Martin Warnke, deutscher Kunsthistoriker und Essayist
- 2020: Gotthilf Fischer, deutscher Chorleiter
- 2020: Ian Johnston, kanadischer Hockeyspieler
- 2020: Antonio Riva, Schweizer Generaldirektor der SRG
- 2021: Manuel Santana, spanischer Tennisspieler
- 2022: Angelo Badalamenti, US-amerikanischer Komponist italienischer Abstammung
- 2022: Wolf Erlbruch, deutscher Kinderbuchautor und Illustrator
- 2022: Kenneth Powell, indischer Leichtathlet
- 2023: Andre Braugher, US-amerikanischer Schauspieler
- 2023: Ferdinand Keller, deutscher Fußballspieler
- 2023ː Zahara, südafrikanische Musikerin
- 2024ː Corinne Allal, israelische Rockmusikerin

## Feier- und Gedenktage
- Kirchliche Gedenktage
  - Lars Olsen Skrefsrud, norwegischer Missionar in Indien (evangelisch)
  - Hl. Damasus I., Bischof und Schutzpatron (römisch-katholisch)
  - Tassilo III., letzter bayerischer Herzog aus dem Geschlecht der Agilolfinger
- Namenstage
  - Arthur, Daniel, David, Ruben, Tassilo

Weitere Einträge enthält die Liste von Gedenk- und Aktionstagen.